# Passeport
Pour le cheval, voir Passeport (cheval).

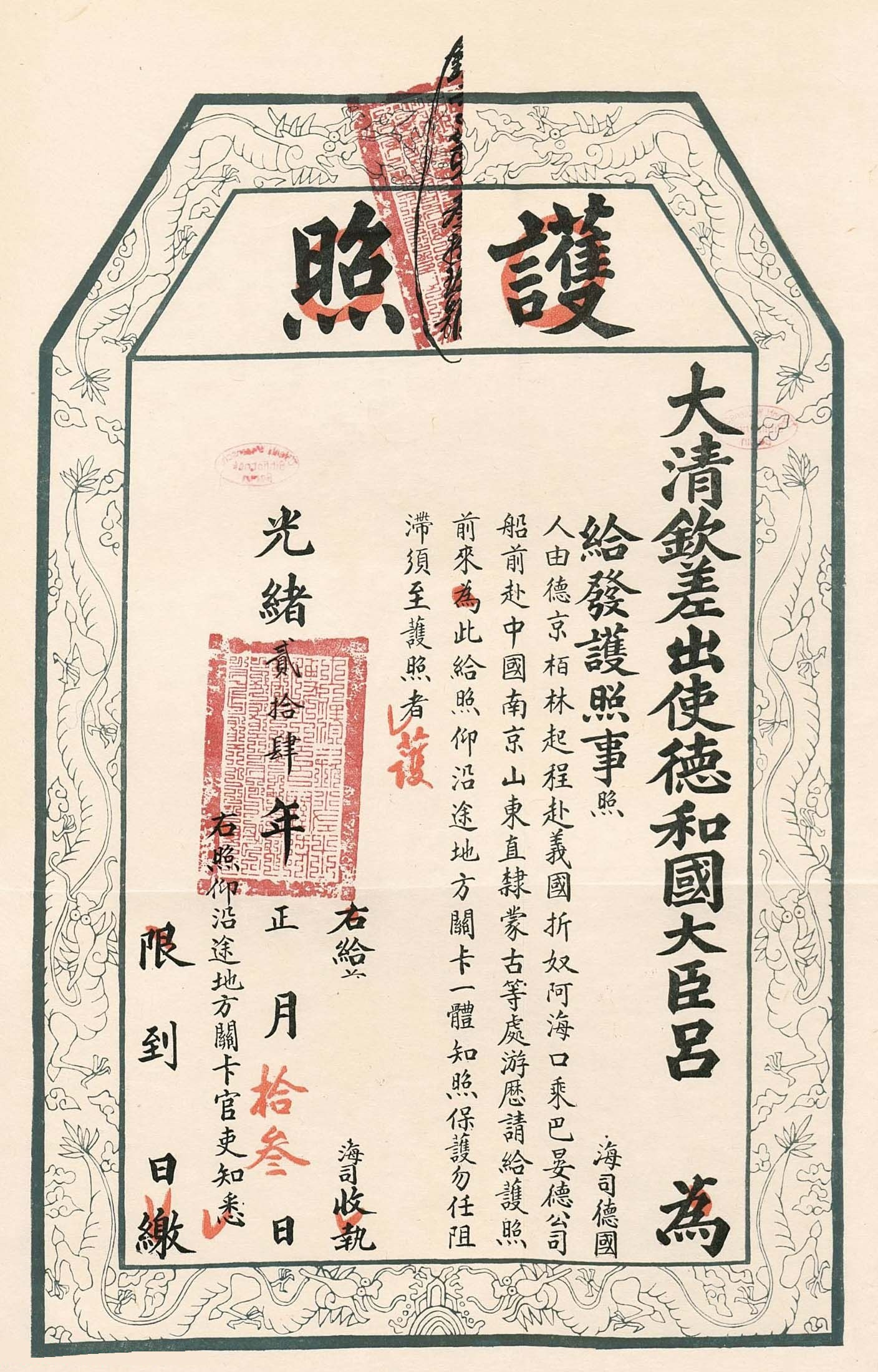
Passeport de la dynastie Qing, Chine, 1898.

Un passeport est un document de circulation délivré par le gouvernement d'un État à ses citoyens, pièce d'identité permettant à son porteur de voyager à l'étranger. Toute personne sollicitant l'entrée dans un pays autre que le sien, comme touriste, étudiant ou travailleur ou autre, doit remplir certaines formalités et solliciter une autorisation. Pour franchir une frontière, le passeport est généralement requis, pouvant être couplé à un visa.
Le passeport contient les informations permettant l'identification de la personne telles que les noms et prénoms, le sexe, la date et le lieu de naissance, la photographie d'identité, la signature du titulaire et souvent des caractéristiques physiques comme la taille et la couleur des yeux. L'obligation d'intégrer dans des puces des données biométriques est progressivement mise en place dans certains États, notamment ceux de l'Union européenne.
Le passeport a une origine ancienne, mais sa fonction a changé avec l'établissement des États-nations modernes au XIXe siècle. Le contrôle des passeports, qui a été allégé lors de la seconde moitié du XIXe siècle, a été strictement rétabli lors de la Première Guerre mondiale. Dès la fin de celle-ci, de nouvelles lois rendent permanentes les dispositions temporaires prises lors de la Grande Guerre. Ce n'est toutefois qu'après la Seconde Guerre mondiale qu'un système international unifié et harmonisé des passeports émerge. En permettant à la fois d'attester de la nationalité de son porteur et de contrôler les migrations, les passeports sont devenus une pièce maîtresse de la souveraineté étatique. S'ils sont aujourd'hui davantage utilisés pour contrôler les entrées sur le territoire, ils ont pu, à certaines périodes et dans certains pays, être utilisés pour contrôler voire empêcher l'émigration.

## Histoire

### Origine

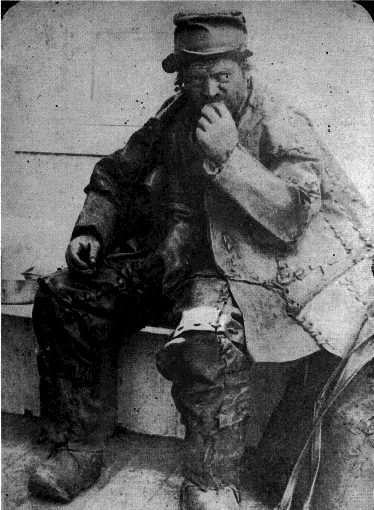
Leatherman (« L'homme de cuir »), un vagabond du XIXe siècle qui voyageait entre le fleuve du Connecticut et celui du Hudson dans la seconde moitié du XIXe siècle. Probablement d'origine lyonnaise, il parlait couramment français et fabriquait lui-même ses vêtements. Les passeports ont souvent été des moyens de répression à l'égard du vagabondage et des sans-papiers ou « gens sans aveu ».

Une des plus anciennes références au passeport a été faite dans le Livre de Néhémie. Néhémie, un officiel servant le roi Artaxerxès de l'antique Perse en 450 av. J.-C, a demandé la permission de voyager en Judée. Le roi, qui était d'accord, lui donna une lettre adressée « aux gouverneurs de la province par-delà la rivière » leur demandant de le laisser passer à travers leurs territoires.
Le terme « passeport » est très ancien : il remonte au XVe siècle et vient de « passe » et « port » : il s'appliquait à l'époque à la libre circulation des marchandises. Son utilisation pour les voyageurs est attestée dès 1464. Le mot proviendrait non pas des ports marins, mais du document médiéval requis pour passer les portes des villes fortifiées. En 1548, la Diète impériale d'Augsbourg oblige la « populace sans maître » à détenir des documents de voyage impériaux pour circuler, à moins de risquer l'expulsion. Le terme de « passeport » (Passporten) aurait été utilisé peu après (en 1570) dans la langue juridique.
Le roi Frédéric-Guillaume Ier de Prusse (1713 – 1740) imposa plusieurs lois contre le vagabondage exigeant des passeports, qui devaient être visés dans chaque ville. L'émigration des paysans est alors punie de mort. La doctrine mercantiliste considère en effet la population comme une richesse, et s'emploie donc, avec plus ou moins de succès, à bloquer les flux d'émigration. En Prusse, en 1753, une mesure de police impose à tout « voyageur », sauf « officiels de l'armée » ou « autres personnes de qualité », de se prémunir d'un « passeport ».
En France, la Révolution a également conduit à des modifications sur les lois relatives au passeport (voir Décret du 1er février 1792 sur les passeports) notamment pour lutter contre l'émigration royaliste.

### AuXIXesiècle: le contrôle des «classes dangereuses»
Après la Révolution française, l'édit d'octobre 1807 libère du servage tous les Prussiens qui y étaient encore asservis, permettant une grande liberté de circulation. Mais, une semaine avant de déclarer la guerre à Napoléon, Frédéric-Guillaume III promulgue une nouvelle loi, le 20 mars 1813, imposant un régime strict des passeports, qui, selon l'historien John Torpey, donne « aux mesures prises par la France révolutionnaire une allure désordonnée et improvisée ». Ces dispositions sont abrogées après le Congrès de Vienne par la loi du 22 juin 1817. Celle-ci oblige toutefois toute personne voulant sortir de Prusse à présenter un passeport. Ces mesures restreignant l'émigration perdurent jusqu'au moins le milieu du XIXe siècle. En 1820, le gouvernement prussien décide de punir de prison ceux qui incitent à l'émigration. À l'intérieur du pays, les voyageurs n'ont pas besoin de passeport mais doivent pouvoir certifier leur identité face à la police. À cette fin, le Ministère de la Police délivre sur demande des « cartes d'identité » (Legitimationskarte).
Le 18 octobre 1850, un « Traité des laissez-passer » est signé entre « tous les États allemands », sauf les Pays-Bas, le Danemark, le Hesse-Hombourg et le Liechtenstein, qui adoucit les formalités nécessaires. Les laissez-passer sont uniformisés, tandis que le visa obligatoire est supprimé. Toutefois, ces laissez-passer ne sont accordés qu'aux personnes « dignes de confiance » et suffisamment riches pour pouvoir subvenir à leurs besoins. Les domestiques, les apprentis itinérants ou autres personnes en quête d'emploi n'y ont pas le droit. Les formalités visent ainsi principalement les « classes dangereuses ». Pour les autres, progressivement, les formalités sont allégées, le visa étant supprimé par la Suisse en 1862. En 1865, un traité abolissant la nécessité des passeports, mais conservant celle de pouvoir certifier son identité, est signé entre la Saxe, la Bavière, le Hanovre et le Wurtemberg. La Prusse, qui refuse de signer ce traité, pourtant ouvert à « tous les États de la Confédération allemande », négocie sous l'égide de Bismarck une nouvelle loi, en 1867, s'appliquant à la confédération de l'Allemagne du Nord, qui supprime les formalités de passeport et les visas pour les sujets de la Confédération ainsi que pour les étrangers, et qui interdit les « cartes de résidence » (Aufenthaltstkarten) sur le territoire de la Confédération. Les autorités conservent toutefois le droit de vérifier l'identité des voyageurs. Mais la loi de 1867, débattue en septembre au Reichstag, se distingue surtout du traité de 1865 en éliminant les restrictions visant les classes populaires.
Toutefois, la loi de 1867 permet aussi le rétablissement du contrôle des passeports pour des raisons liées à l'ordre public, ce qui est fait dès 1878, afin de mieux contrôler le mouvement socialiste naissant. En 1879, l'Empire allemand impose des formalités de passeport aux migrants venant de Russie. 30 000 Polonais sont déportés hors de Prusse (en) à partir de 1885. Les passeports deviennent obligatoires à partir de 1894 pour les étrangers venant en Allemagne, tandis que les ouvriers étrangers se voient imposer en 1908 une carte d'identité (Legitimationswang). L'Agence des ouvriers agricoles allemands (Deutsche Feldarbeiterzentrale), fondée en 1905, est chargée de les contrôler.

### De la «Belle époque» à l'entre-deux-guerres
Les formalités de passeport sont progressivement allégées, sans disparaître complètement, à la fin du XIXe siècle, à la faveur du régime du laissez-faire. Les diverses lois ne sont plus guère appliquées, sauf en ce qui concerne le contrôle des ouvriers étrangers (que ce soit dans l'Empire allemand, ou en France, avec le décret du 2 octobre 1888 et la loi du 8 août 1893). L'Italie promulgue en 1901 une loi qui oblige les émigrants italiens à se munir de passeport. Plutôt qu'empêcher l'émigration, considérée comme un facteur de sûreté, cette loi vise plutôt à s'assurer que ceux qui immigrent aux États-Unis ne soient pas rejetés par ces derniers, qui ont imposé un certain nombre de contrôles dès la fin du XIXe siècle.
Dès août 1914, tous les États rétablissent des formalités strictes qui perdurent tout au long de la Première Guerre mondiale, et qui sont rendues permanentes par la suite. Celles-ci ont à la fois pour objectif de surveiller les étrangers et d'empêcher les nationaux d'échapper à la conscription.
Le Royaume-Uni promulgue d'abord l'Aliens Act (en) de 1905, qui rétablit les formalités de l'Aliens Restriction Act de 1836, qui n'étaient plus guère appliquées : tout étranger entrant sur le territoire national doit donc présenter au douanier « tout passeport en sa possession », et, le cas échéant, faire la preuve de sa nationalité britannique (et donc se munir aussi d'un titre d'identité attestant de sa qualité de sujet britannique). La loi de 1905 est combattue, sans succès, par les libéraux de Manchester. En août 1914, Londres promulgue de façon simultanée le British Nationality Act et le Status of Aliens Act. Ces contrôles et restrictions, à l'origine temporaires, sont rendus permanents par l'Aliens Order de 1920. Celui-ci rend quasi-obligatoire le port d'un passeport à tout citoyen britannique désirant retourner au pays.

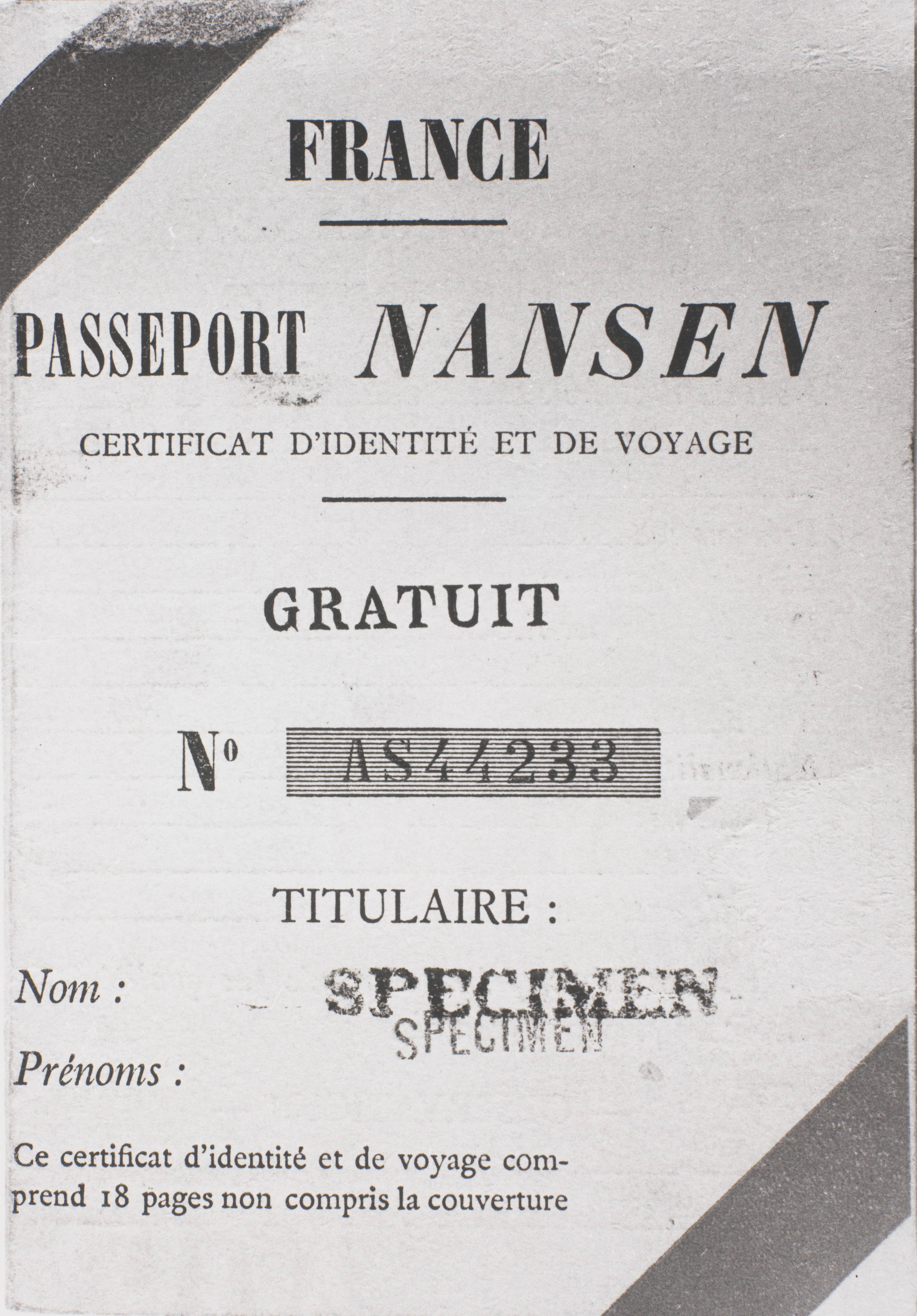
Couverture d'un passeport Nansen, mis en place pour les réfugiés et les apatrides.

De même, dès le début de la guerre, la France rétablit les formalités de contrôle des passeports, tombés en désuétude (sauf pendant la Commune de 1871). En avril 1917, deux décrets promulgués par le gouvernement Clemenceau imposent aux étrangers le port d'une carte d'identité.
L'Empire allemand contrôle dès le 31 juillet 1914 ceux qui entrent sur le territoire, avant d'étendre cette mesure à ceux qui en sortent.
Par le décret du 6 août 1914, l'Italie interdit à tous ses nationaux en âge d'effectuer leur service militaire d'émigrer. Les formalités de passeport pour les candidats à l'émigration sont renforcées en mai 1915. L'année suivante, le décret du 16 mars 1916 suspend complètement l'émission de passeports pour les voyages à l'étranger, et le passeport interne, évoqué dans la loi sur la sécurité publique de 1889, est rétabli. L'Italie, qui avait jusque-là permis aux étrangers d'entrer sur le territoire national sans contrôle, effectue un virage spectaculaire à la faveur de la guerre.
De provisoires, ces dispositions sont rendues permanentes aux lendemains de la guerre. L'Allemagne les entérine par un arrêté de juin 1919, le Royaume-Uni par l'Aliens Order de 1920. Les Italiens obligent les émigrants à posséder un passeport (décret de mai 1919), disposition qui vise plutôt à protéger les migrants contre les mesures de contrôle adoptées par les États-Unis et autres États accueillant la main-d'œuvre italienne.
Les États-Unis, qui avaient obligé, par l'arrêté du 15 décembre 1915, les immigrants à se faire viser le passeport par des fonctionnaires américains avant leur départ, entérinent cette disposition par une loi le 22 mai 1918. Une nouvelle loi, en 1919, étend ces dispositions au temps de paix. Les quotas d'immigration (loi de 1921, loi Johnson-Reed de 1924, etc.) imposent aux migrants de justifier de leur nationalité, et donc d'obtenir un passeport ou certificat d'identité. La loi de 1924 oblige aussi à ceux-ci de se faire viser le passeport avant leur départ. Enfin, Washington crée en 1924 la police fédérale des frontières (Border Patrol).
En 1922, l'Office international Nansen pour les réfugiés, qui dépend de la Société des Nations, met en place le passeport Nansen pour les réfugiés russes, devenus apatrides par le décret soviétique du 15 décembre 1922, le nouveau système international des passeports rendant sinon impossible leurs déplacements. Ce système est étendu aux Arméniens qui fuient le génocide en mai 1924, puis, en 1933, aux Assyriens et minorités fuyant l'ex-Empire ottoman.
L'Allemagne nazie et l'Italie fasciste établissent des formalités strictes, visant les étrangers, les Juifs, les vagabonds (le Wanderbuch), etc.

### Après 1945
Ce n'est qu'après la Seconde Guerre mondiale que les formalités de passeport ont été véritablement uniformisées dans le système international. La décision du Canada, en 1946, d'édicter ses propres dispositions concernant la nationalité canadienne bouleverse le système des passeports à l'intérieur du Commonwealth. Les sujets britanniques de la Couronne doivent ainsi choisir entre la nationalité du dominion où ils vivent et la « citoyenneté du Royaume-Uni et des colonies » (CUKC), statut créé par une loi de 1948.
En 1966, le Pacte international relatif aux droits civils et politiques consacre le droit de chacun de quitter son pays, réaffirmé, en même temps que le droit pour tout national d'entrer librement dans son pays, dans le quatrième protocole de la Convention européenne des droits de l'homme (art. 12-4 ; non ratifié par le Royaume-Uni en raison d'un droit de la nationalité spécifique qui crée une nationalité britannique de second rang, n'ayant pas la citoyenneté ni le droit de résider au Royaume-Uni, pour certains sujets des ex-colonies).

### En France
Lorsqu'il revient sur les monopoles commerciaux créés par Colbert, Louis XIV délivre dès 1669 des autorisations de commerce à certains ports, dont celui de Nantes, et qui ne relèvent que du bon vouloir royal, appelés « passe-ports ». C'est l'époque où sont créés dans chaque colonie des postes de gouverneur et d'intendant, la Compagnie des Indes occidentales étant dissoute en 1674 par Louis XIV.
Des certificats étaient ainsi utilisés dès l'Ancien Régime, en généralisant le système inventé lors de la peste de Marseille. Un registre des soldats est notamment mis en place en 1716 par Claude Le Blanc afin de lutter contre la désertion.
Les passeports sont abolis au début de la Révolution, au nom de la liberté de circulation, qui est l'un des premiers droits énoncés par la Constitution de 1791. Mais leur usage est vite rétabli, en droit sinon en fait, avec une multitude de décrets et de lois (décret du 1er février 1792, décret de la convention nationale du 7 décembre 1792 qui permet à l'administration de refuser d'émettre un passeport à quelqu'un qui le demande — décret qui a « force de loi » selon le Conseil d'État (1991), etc.). Ces textes réglementaires ne sont toutefois qu'imparfaitement appliqués.
La France a notamment utilisé le système du livret ouvrier tout au long du XIXe siècle. La loi sur les nomades du 16 juillet 1912 (soutenu en particulier par Pierre-Étienne Flandin) oblige aussi ces derniers à se munir d'un « carnet anthropométrique ». Selon l'art. 8 du décret d'application de 1913 :
« Il doit, en outre, recevoir le signalement anthropométrique qui indique notamment la hauteur de la taille, celle du buste, l’envergure, la longueur et la largeur de la tête, le diamètre bizygomatique, la longueur de l’oreille droite, la longueur des doigts médius et auriculaire gauches, celle de la coudée gauche, celle du pied gauche, la couleur des yeux : des cases sont réservées pour les empreintes digitales et pour les deux photographies (profil et face) du porteur du carnet. »
On impose en 1917 le port obligatoire de la carte d'identité à tous les étrangers, celle-ci ne devenant obligatoire pour tous que sous Vichy, avec la loi du 27 octobre 1940.
En 1969, le livret de circulation est mis en place.

### Passeport interne, restrictions à l'intérieur d'un pays
Un passeport sert généralement à circuler à l'extérieur de son pays d'origine ou du moins pour passer les frontières entre États. Cependant, certains pays ont pu rendre obligatoire un document de voyage pour limiter ou contrôler la circulation des personnes sur leur territoire.
Outre la Prusse ou la France avec le livret ouvrier et le livret de circulation entre autres, le plus célèbre fut sans doute l'Union soviétique, qui avec la propiska (système d'enregistrement du lieu de résidence) unifie les méthodes de contrôle étatique des déplacements sur son territoire. Le décret du 27 décembre 1932, qui institue la propiska pour les citadins, visait en grande partie à prévenir l'exode rural de paysans affamés à la suite de la famine consécutive au Premier plan quinquennal (1928 – 1933). Un citoyen soviétique devait par exemple pouvoir justifier sa présence à Moscou à l'aide d'un document officiel. La fraude était massive, en partie en raison de l'attrait de la capitale, mais surtout en raison de la complexité du système, conduisant à un fractionnement de l'entité territoriale. Le contrôle de la mobilité interne et les documents officiels à cet usage existaient déjà dans l'Empire russe (par exemple le podaroshna, dont est doté le héros de Jules Verne, Michel Strogoff), mais la loi de 1932 innova en instituant un titre d'identité unique sur tout le territoire soviétique. Après la dislocation de l'URSS, la Russie a émis le passeport de citoyen russe entre 1993 et 2015, date à partir de laquelle il est progressivement remplacé par une carte d'identité électronique.
En Chine subsiste le huji, tandis que le programme Détention et Rapatriement, officiellement mis en place de 1982 à 2003, servait à contrôler les migrations internes et éviter un trop important exode rural.
L'Afrique du Sud avait mis en place, à l'époque de l'apartheid, les lois sur les passeports intérieurs dès 1923, obligeant les Noirs sud-africains à se munir d'un titre d'identité afin de pouvoir se mouvoir.
L'Italie fasciste, elle, supprimait les passeports des citoyens soupçonnés d'être des opposants au régime. L'exil intérieur (confinato) a ainsi été la solution de rechange à l'exil pour de nombreux opposants — voir Carlo Levi, Le Christ s'est arrêté à Eboli, 1945.

## Caractéristiques du passeport moderne

### Format
Le passeport est un document présenté sous la forme d'un livret à couverture cartonnée avec plusieurs pages permettant d'y inscrire les visas et tampons propres aux formalités douanières. Le modèle européen comporte 32 pages papier. La couverture indique un symbole national, le nom du pays émetteur et la mention du type de document (passeport, passeport diplomatique, etc.). Il peut également faire apparaître un petit symbole indiquant qu'il s'agit d'un passeport électronique.
Le format du passeport suit la norme ISO/CEI 7810, ID-3 (équivalent au format B7 de l'ISO 216) soit 125 × 88 mm. Le numéro du passeport est perforé sur toutes les pages du passeport. En vue de compliquer sa falsification, le passeport est doté de plusieurs systèmes de sécurité difficiles à reproduire tels que filigrane, hologramme ou papier irisé.
En France, il est possible d'obtenir un passeport « grand voyageur » comportant 48 pages soit 16 pages supplémentaires, sous certaines conditions.

### Données personnelles
Le passeport comporte des mentions obligatoires suivant les réglementations internationales. Dans l'exemple français, selon le décret no 2001-185 du 26 février 2001 relatif aux conditions de délivrance et de renouvellement des passeports, le passeport comprend :
- le nom patronymique, les prénoms dans l'ordre de l'état civil, la date et le lieu de naissance, le sexe, la couleur des yeux, la taille, le domicile ou la résidence ou, le cas échéant, la commune de rattachement de l'intéressé, et, si celui-ci le demande, le nom dont l'usage est autorisé par la loi ;
- l'autorité de délivrance du document, sa date de délivrance, sa durée ainsi que sa date limite de validité, le nom du représentant de l'autorité qui l'a délivré ;
- le numéro du document ;
- la photographie et la signature du titulaire ainsi que la signature du représentant de l'autorité qui a délivré le document.

#### Passeport électronique

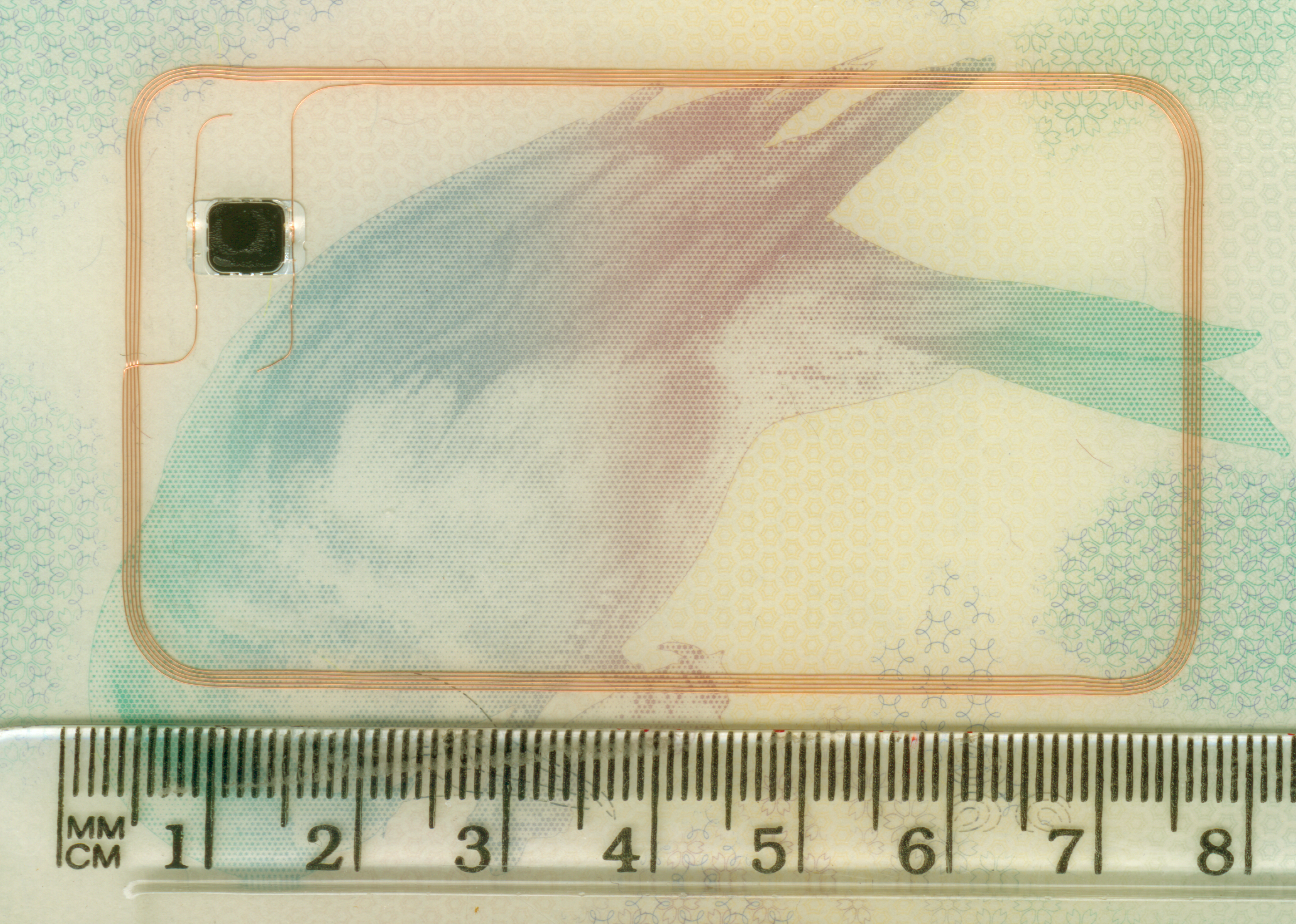
Puce biométrique dans les passeports britanniques.

Afin de mieux sécuriser les données et éviter les falsifications, les États mettent en place dans les années 2000 le passeport électronique. Ce passeport inclut un composant électronique ou puce électronique, dont la lecture se fait sans contact.
En France, le décret no 2001-185 est abrogé au 31 décembre 2005 lors de la mise en place du passeport électronique – déployé à partir de mai 2006. Selon le décret no 2005-1726 du 30 décembre 2005 relatif aux passeports électroniques, le passeport électronique comporte :
- le nom de famille, les prénoms dans l'ordre de l'état civil, la date et le lieu de naissance, le sexe et, si l'intéressé le demande, le nom dont l'usage est autorisé par la loi ;
- la couleur des yeux, la taille ;
- la nationalité ;
- le domicile ou la résidence ou, le cas échéant, la commune de rattachement de l'intéressé ou l'adresse de l'organisme d'accueil auprès duquel il est domicilié ;
- la date de délivrance et la date d'expiration du document, ainsi que l'autorité qui l'a délivré ;
- le numéro du passeport.

Le passeport comporte également la signature manuscrite et l'image numérisée de leur titulaire.
La puce électronique contient ces mêmes données à l'exception de la signature.
La zone de lecture optique comprend les informations suivantes : le nom de famille, le ou les prénoms, le sexe, la date de naissance et la nationalité du titulaire, le type de document, l'État émetteur, le numéro du titre et sa date d'expiration.
Selon les normes internationales de l'Organisation de l'aviation civile internationale (OACI), la transition vers les passeports électroniques devra être achevée en 2015

#### Passeport biométrique
À ces normes minimales de l'OACI, certains États ont ajouté l'exigence d'intégrer aux passeports électroniques des données biométriques, notamment la photographie numérisée du visage et deux empreintes digitales, également stockées sur la puce électronique. Ainsi depuis juin 2009, tous les passeports qui sont délivrés en France sont des passeports biométriques. Ils contiennent des données relatives à l'état civil comme précédemment, la puce électronique contient également « l'image numérisée des empreintes digitales de deux doigts » suivant le décret no 2008-426 du 30 avril 2008.

### Types de passeport
Le passeport est délivré à titre individuel, sans qualificatif il est de type international. Des passeports internes existent néanmoins pour voyager au sein de certains pays.
Des types particuliers de passeport international peuvent exister tels que le passeport diplomatique qui est délivré aux personnes susceptibles de représenter diplomatiquement un État à l'étranger : ambassadeurs, membres du Gouvernement, chefs d'État, etc. Le passeport de service et le passeport de mission sont délivrés aux personnes n'ayant pas droit au passeport diplomatique mais accomplissant des missions ou étant affectés à l'étranger pour le compte du Gouvernement.
Il existe en 2018 sept titres de passeport différents en France régis par des normes de l'OACI.
- Le passeport ordinaire
- Le passeport grand voyageur
- Le passeport temporaire
- Le passeport diplomatique
- Le passeport diplomatique urgent dont la validité est d'un an
- Le passeport de mission délivré aux agents civils et militaires valable 5 ans
- Le passeport de service

Le laissez-passer de l'ONU, bien que n'étant pas un passeport, peut être utilisé en tant que document de voyage.

#### Animaux
Depuis le 1er octobre 2004, les animaux domestiques (chiens, chats, furets…) doivent être munis du passeport animalier pour voyager librement au sein de l'Union européenne. Ce passeport s'obtient auprès de son vétérinaire.

### Durée de validité
La durée de validité dépend du type et de l'âge du titulaire, elle est généralement de dix ans, réduite à cinq ans pour les mineurs,. Le passeport de service et le passeport de mission ont une durée de validité de cinq ans.
Certains pays demandent au voyageur de disposer d'un passeport valide encore six mois au-delà de la date du séjour, ou trois mois dans les pays de l'Union européenne.
Lors de la remise d'un nouveau passeport il faut généralement restituer l'ancien sauf s'il comporte un ou des visas toujours valides.

### Délivrance
Les conditions de délivrance du passeport  varient selon les pays. La plupart des pays délivre un unique passeport par citoyen en faisant la demande, certains pays délivrent toutefois des passeports familiaux.

### Coût
Le coût de délivrance d'un passeport est variable selon les pays. À titre indicatif, en France, le timbre fiscal à fournir pour déposer une demande de passeport coûte 86 euros, auquel il faut ajouter trois euros si la photographie est prise à la mairie.
En France, le coût de fabrication pour l'État d'un passeport biométrique est évalué en 2019 pour les majeurs à 86 euros, pour les mineurs de plus de 15 ans à 42 euros et pour les mineurs de moins de 15 ans à 17 euros par la Cour des comptes.
Une nouvelle application agréée par l'État permet de réaliser sa photo d'identité avec son smartphone et de la recevoir par courrier.

## Classement des passeports
En 2017, Singapour prend la tête du classement des passeports les plus puissants au monde. Les citoyens singapouriens peuvent voyager sans visa dans 159 pays. La France est classée 4e,.
Le classement est actualisé chaque mois qui commence .

## Volume d'émission des passeports
| Nationalité    | Volume annuel émis | Dernière année volume | Volume rapporté à la population en ‰ | Source |
| -------------- | ------------------ | --------------------- | ------------------------------------ | ------ |
| États-Unis     | 24 021 257         | 2023                  | 73 ‰                                 | [ 31 ] |
| France         | 5 400 000          | 2022                  | 80 ‰                                 | [ 32 ] |
| Australie      | 1 745 340          | 2019-2020             | 68 ‰                                 | [ 33 ] |
| Irlande        | 781 375            | 2017                  | 156 ‰                                | [ 34 ] |
| Finlande       | 774 544            | 2015                  | 140 ‰                                |        |
| Hong Kong      | 71 827             | 2019                  | 10 ‰                                 | [ 35 ] |
| Royaume-Uni    | 4 008 870          | 2020                  | 61 ‰                                 | [ 36 ] |
| Canada         | 5 100 000          | 2014–2015             | 134 ‰                                | [ 37 ] |
| Taïwan         | 1 093 131          | 2019                  | 46 ‰                                 | [ 38 ] |
| Chine          | 30 080 000         | 2018                  | 21 ‰                                 | [ 39 ] |
| Afrique du Sud | 782 047            | 2019-2020             | 13 ‰                                 | [ 40 ] |

## Réglementation

### Normes de l'OACI
Au niveau international, la partie électronique du document répond aux spécifications définies par l'Organisation de l'aviation civile internationale (OACI) dans le DOC9303, Partie 1, Volume 2, rédigé après les attentats du 11 septembre 2001. Ce document, cependant, n'oblige pas à émettre des passeports biométriques, mais seulement des passeports lisibles à la machine (machine-readable passports (en), MRP), faisant appel à la reconnaissance optique de caractères (un certain nombre d'informations relatives à l'état civil étant inscrites sur la bande magnétique). Les 192 États membres de l'OACI doivent, selon ces normes, émettre des MRP à partir d'avril 2010, tout passeport non lisible à la machine devant expirer en 2015. En août 2010, environ 170 États répondaient à ces normes[réf. nécessaire] ; les États-Unis ont fortement poussé à leur adoption rapide en rendant obligatoire ces passeports aux voyageurs voulant et pouvant bénéficier du programme d'exemption de visa. Par ailleurs, 58 États participent à l'ICAO Public Key Directory, un système international permettant de vérifier l'intégrité des puces et de s'assurer qu'elles n'ont pas été modifiées ni échangées, en activité depuis début 2007.

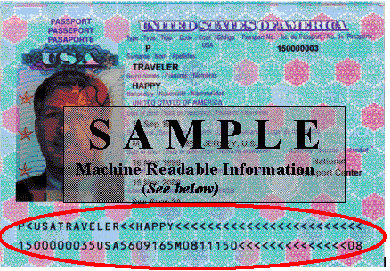
Passeport avec en bas les caractères lisibles à la machine.

Les données à stocker dans la puce électronique sont d'une taille comprise entre 32 et 64 kilooctets[réf. nécessaire].
Le mécanisme de base qui permet d'améliorer la sécurité du document via le support de l'électronique est l'Authentification Passive, permettant schématiquement de signer les données associées au porteur du passeport (données textuelles [Nom, Prénom, Sexe, Numéro de document, etc.], image faciale, empreintes digitales).
D'autres mécanismes sont également disponibles de manière optionnelle, tels le Contrôle d'accès basique (en) qui permet en principe de prévenir l'espionnage de la liaison entre lecteur sans-contact et passeport et donc l'accès au passeport à l'insu du porteur ; l'authentification active permet de prévenir le clonage du document.

### Règlement européen
Le règlement (CE) no 2252/2004 du Conseil européen du 22 décembre 2004 « établissant des normes pour les éléments de sécurité et les éléments biométriques intégrés dans les passeports et les documents de voyage délivrés par les États membres » introduit les éléments biométriques dans le passeport. Il prévoit la prise des empreintes digitales de toute personne demandant un passeport pour un État membre de l'Union européenne.
Tous les États de l'UE n'ont toutefois pas encore intégré ce règlement, qui est lié au Système d'information Schengen II. Le Royaume-Uni s'est ainsi limité à la photographie numérisée, refusant de prendre les empreintes digitales du porteur. Pour ces passeports, il est prévu qu'un nouveau mécanisme de sécurité, le « contrôle d'accès étendu (en) », soit utilisé.
En Europe, l'espace Schengen dispense les personnes de la nationalité des États membres de disposer d'un passeport pour franchir les frontières.

### En France
En France, le passeport est délivré, sans condition d'âge, à tout personne de citoyenneté française qui en fait la demande.
Le passeport biométrique est déployé en France depuis le 30 juin 2009. La seule différence visuelle avec le passeport électronique est le mot « passeport » souligné sur la couverture. Lors de sa demande de passeport, la personne dépose huit empreintes et les deux empreintes les plus exploitables sont conservées. Au premier mai 2014, plus de quinze millions de passeports biométriques ont été délivrés en France. Depuis le 1er juillet 2016, il est possible de faire une pré-demande de passeport en ligne. Il suffit ensuite de se présenter au guichet avec le numéro de saisie et les pièces justificatives demandées.
Ce type de passeport permet de passer les sas de contrôle aux frontières dans les aéroports, ports et gares où des dispositifs de type « passage automatisé rapide aux frontières extérieures » (PARAFE) sont déployés, grâce à la vérification faciale.
Le passeport français est lié à l'application DELPHINE, premier fichier national biométrique utilisé à des fins administratives.
Si dans un premier temps, dans les deux-mille mairies équipées de ce matériel, il était possible pour le citoyen de se faire prendre en photo, deux ans après la mise en œuvre du nouveau passeport, près de la moitié des maires avaient supprimé l'appareil photo du dispositif. Leur but dans cette action était de préserver l'activité des professionnels locaux de la photographie, exploitants de cabines et photographes[réf. nécessaire]. En mars 2011, l'article 16 de la Loi d'Orientation et de Programmation pour la Performance de la Sécurité Intérieure officialise cette pratique, et ne rend possible le recueil de la photographie par les mairies que si celles-ci étaient équipées au 1er janvier 2011. Dans tous les cas, le demandeur peut, s'il le désire, fournir lui-même les photographies.
La mise en place du passeport biométrique en France s'est traduite, notamment en région parisienne, par de graves engorgements et un allongement considérable des délais d'obtention.

## Galerie

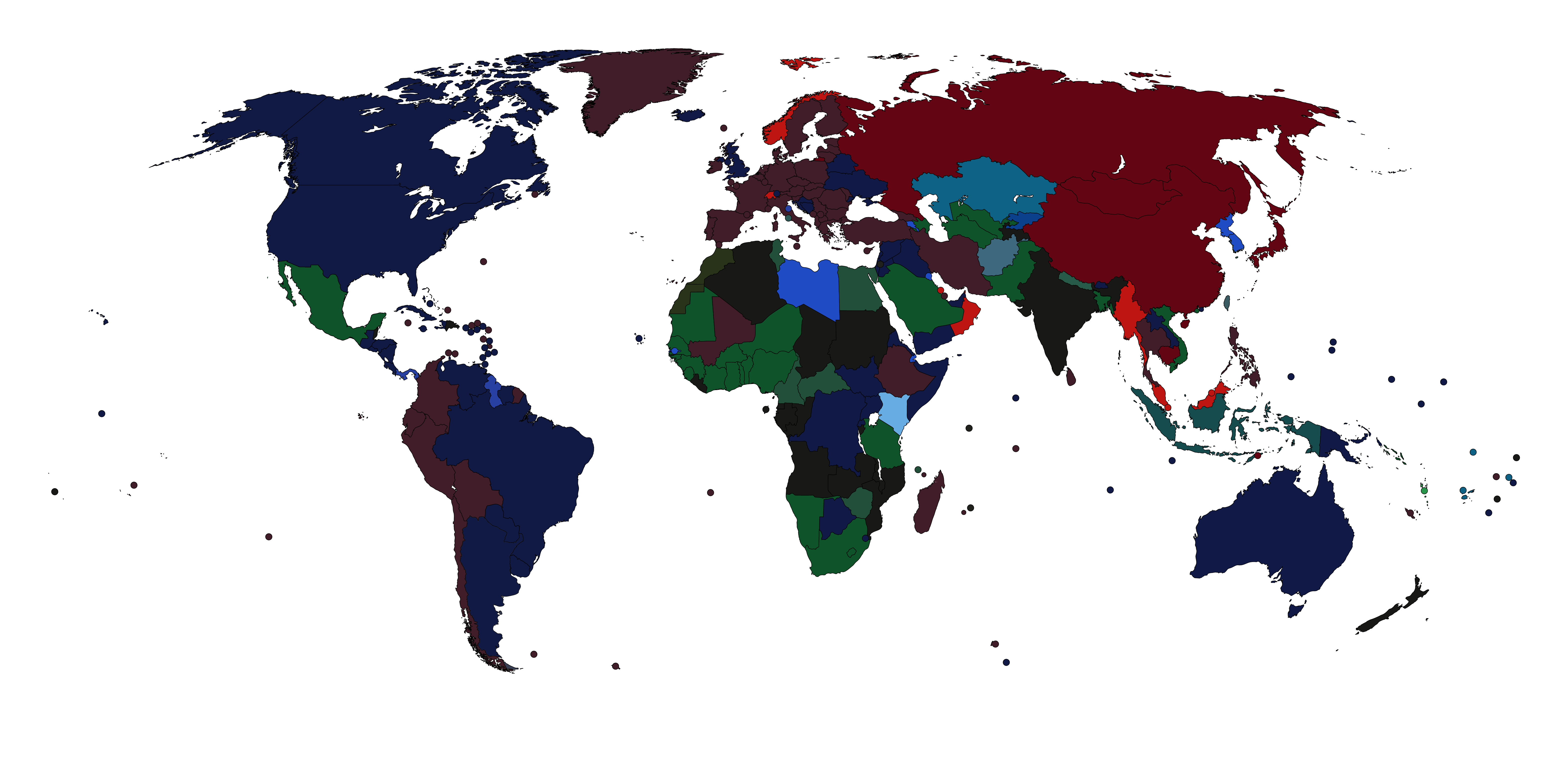
Carte du monde avec les États colorés en fonction de la couleur des passeports qu'ils délivrent.

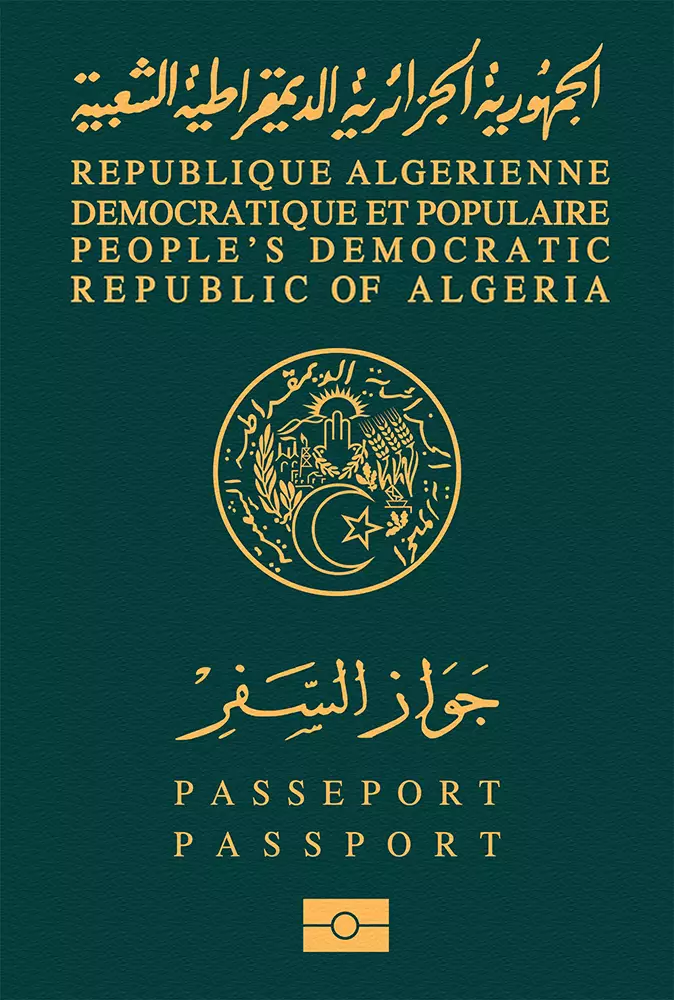
Couverture d'un passeport algérien
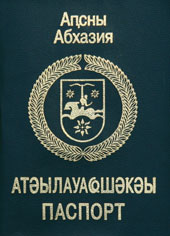
Couverture d'un passeport abkhaze
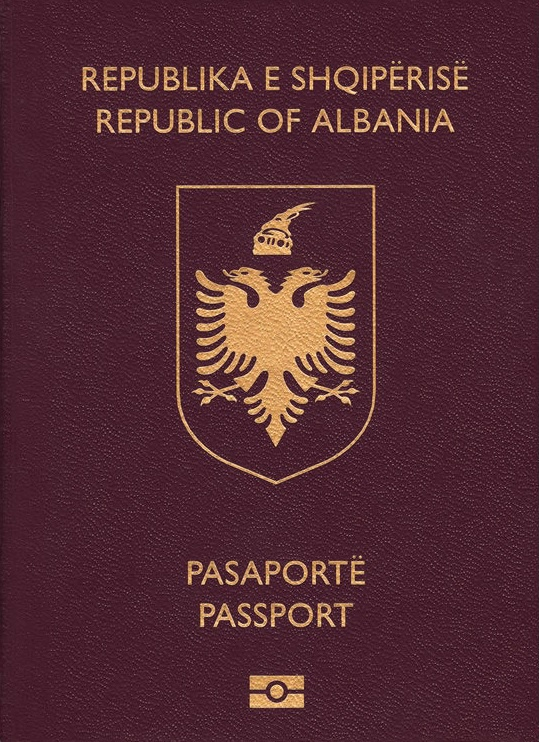
Couverture d'un passeport albanais
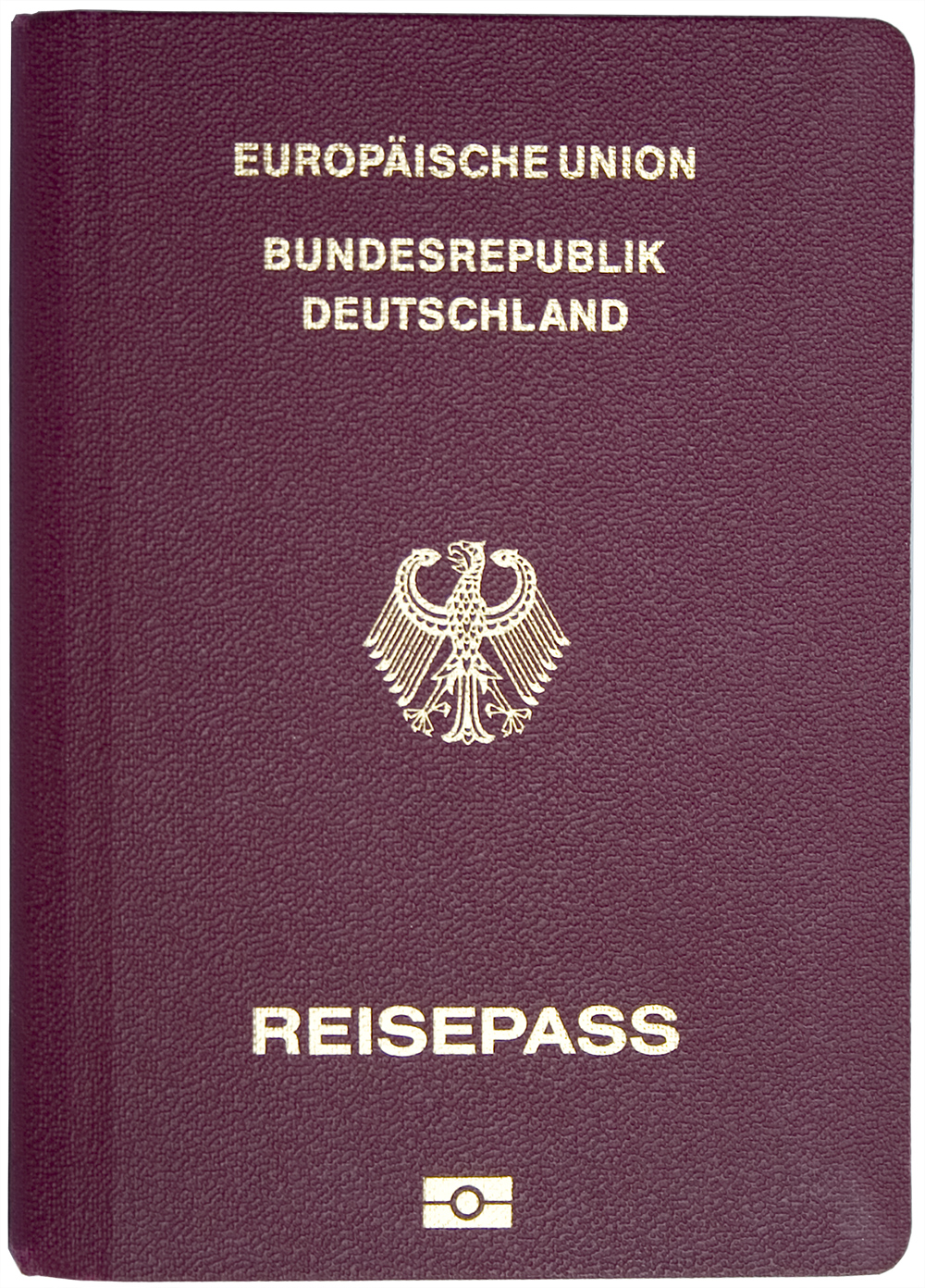
Couverture d'un passeport allemand
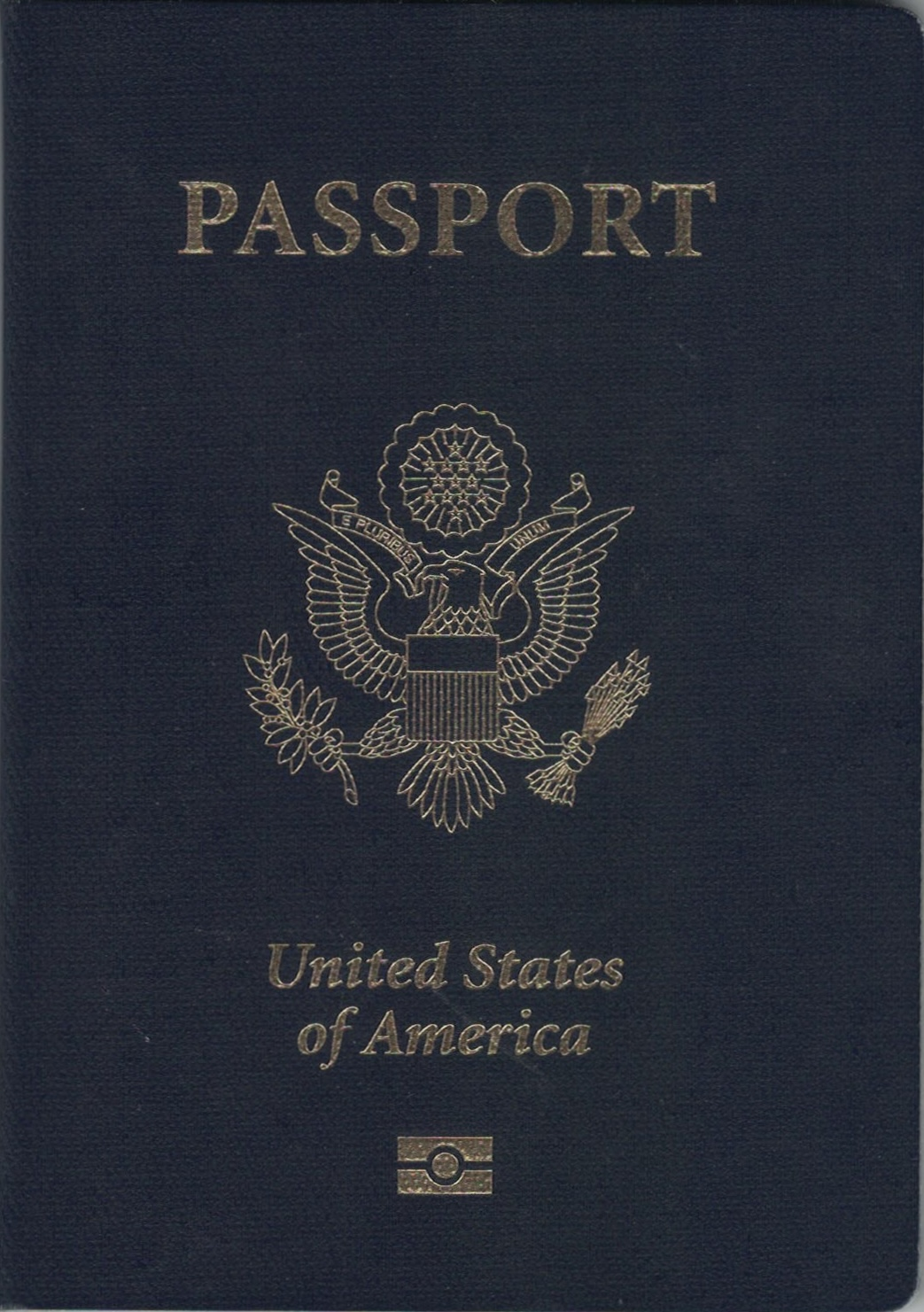
Couverture d'un passeport américain
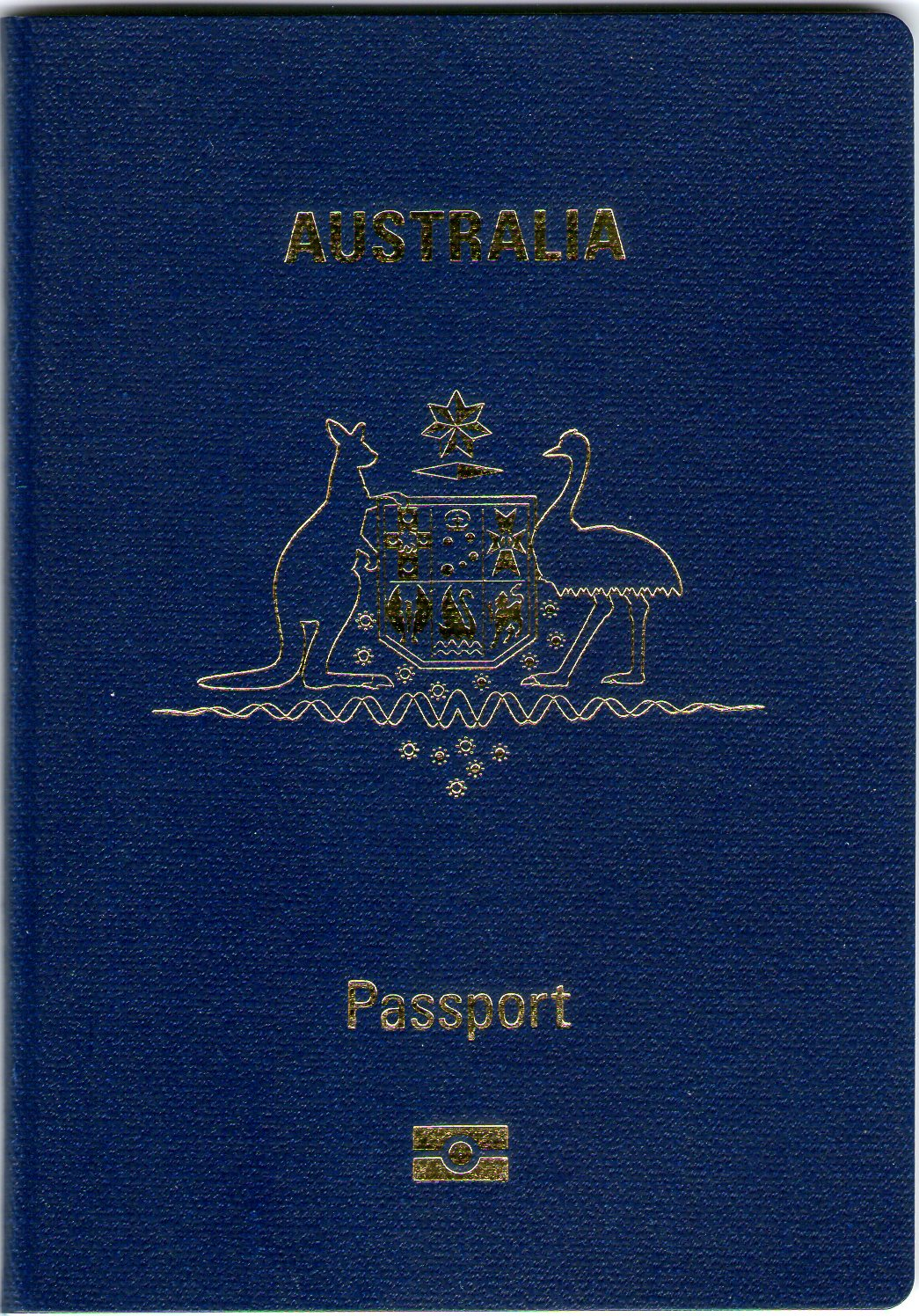
Couverture d'un passeport australien
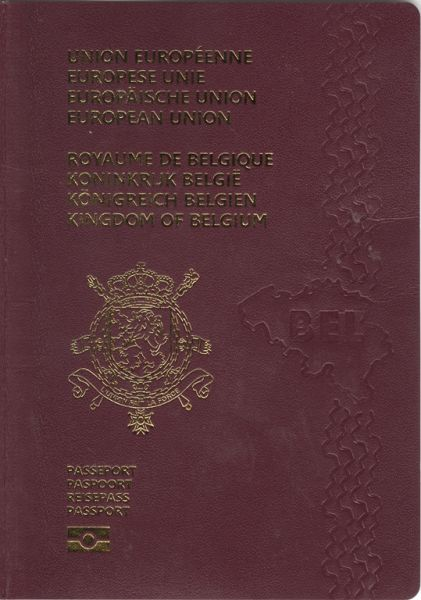
Couverture d'un passeport belge
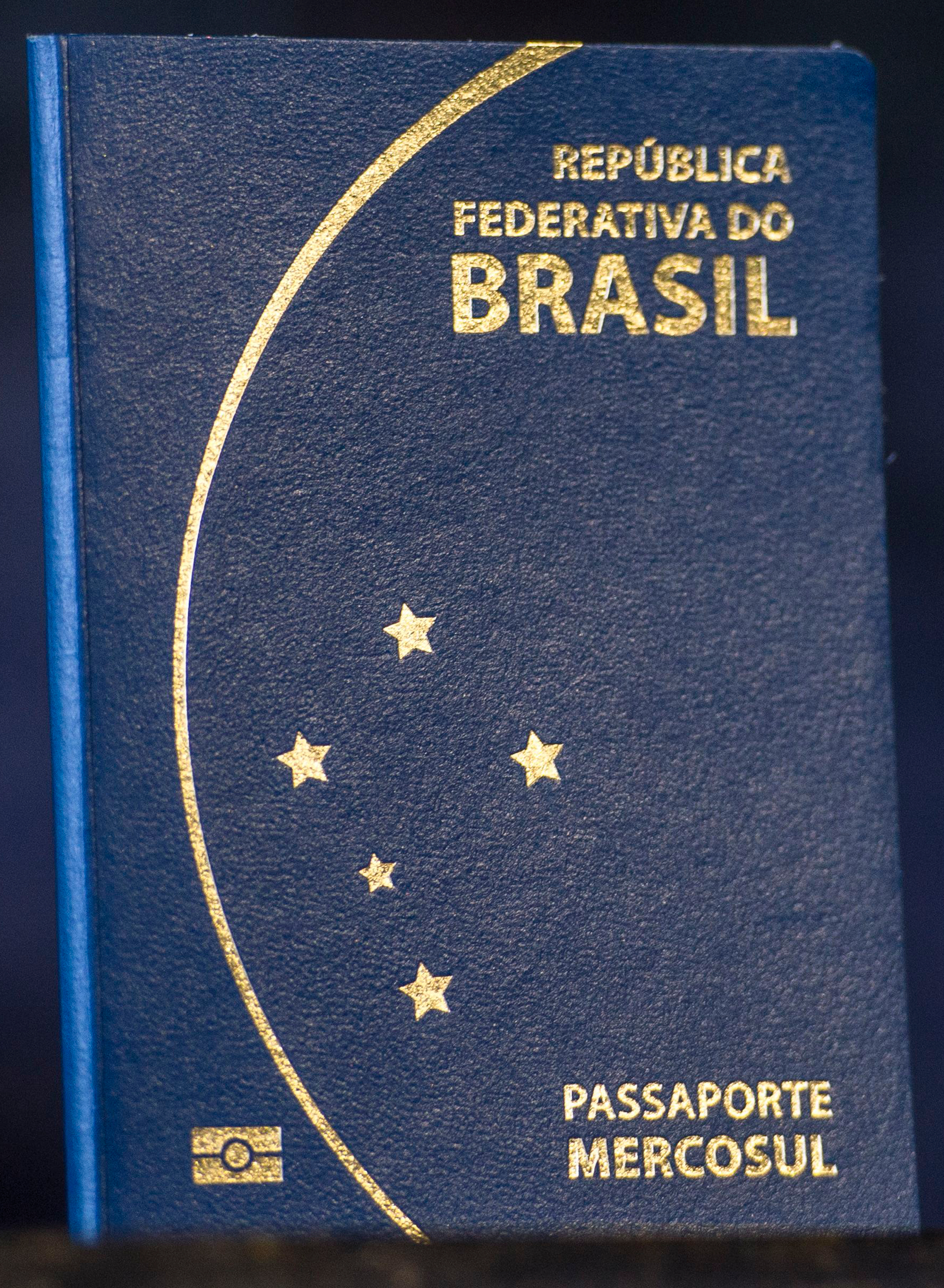
Couverture d'un passeport brésilien
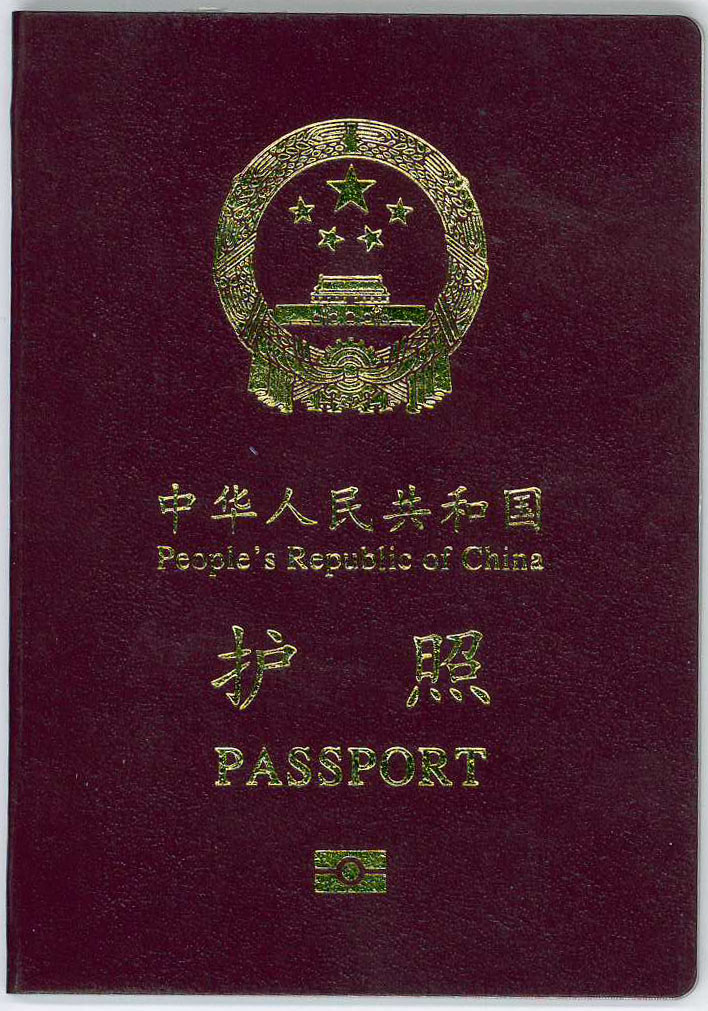
Couverture d'un passeport chinois
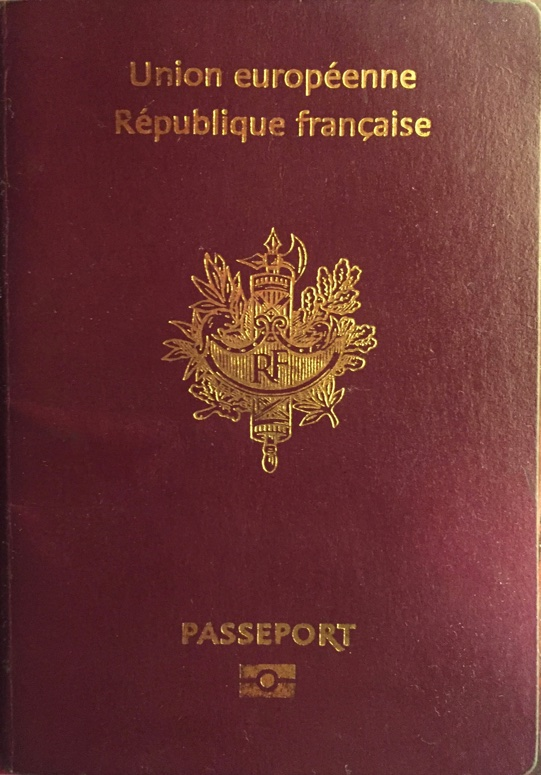
Couverture d'un passeport français
Couverture d'un passeport grec
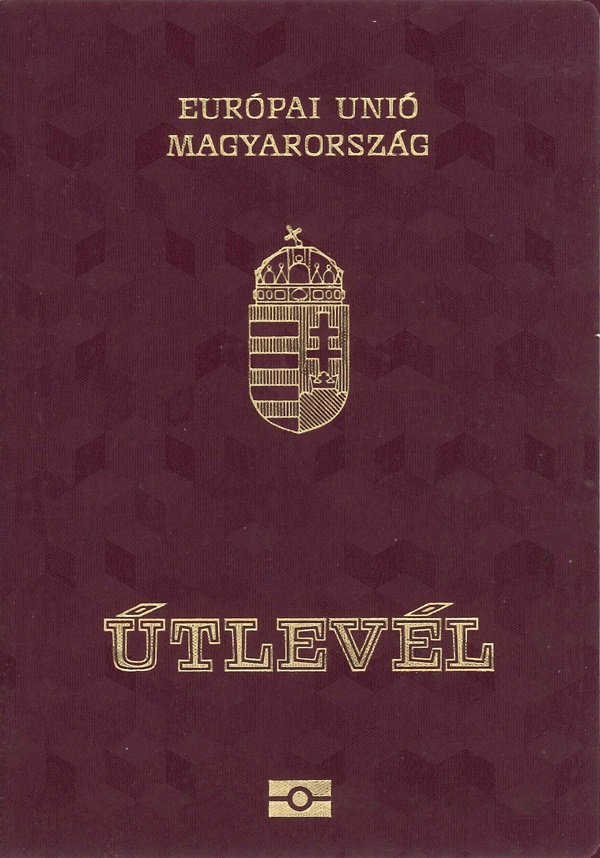
Couverture d'un passeport hongrois
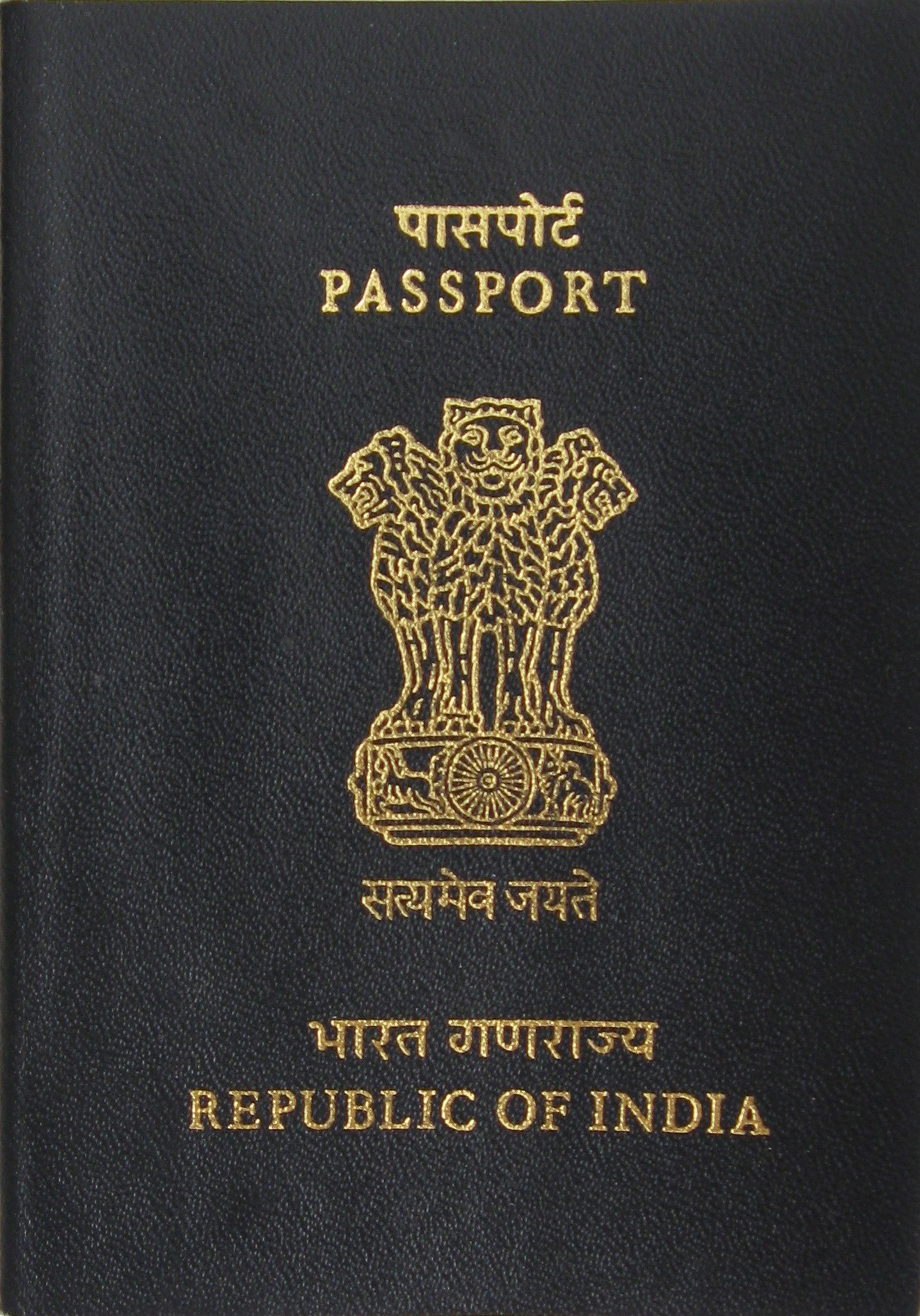
Couverture d'un passeport indien
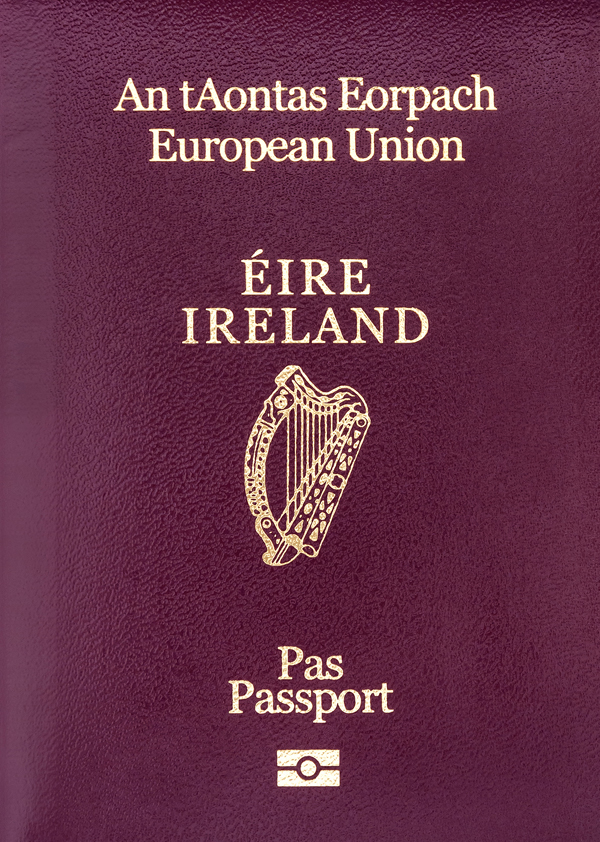
Couverture d'un passeport irlandais
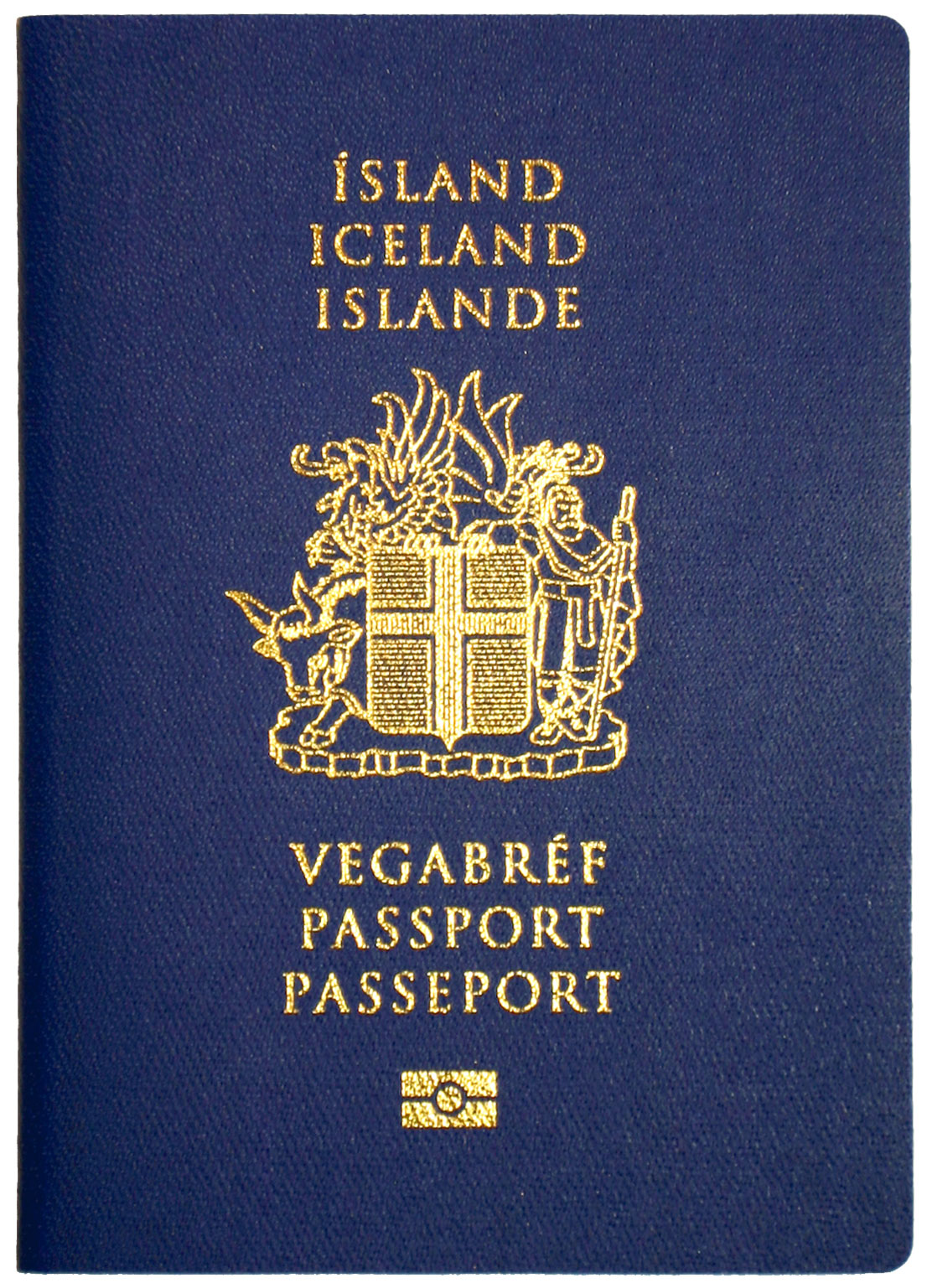
Couverture d'un passeport islandais
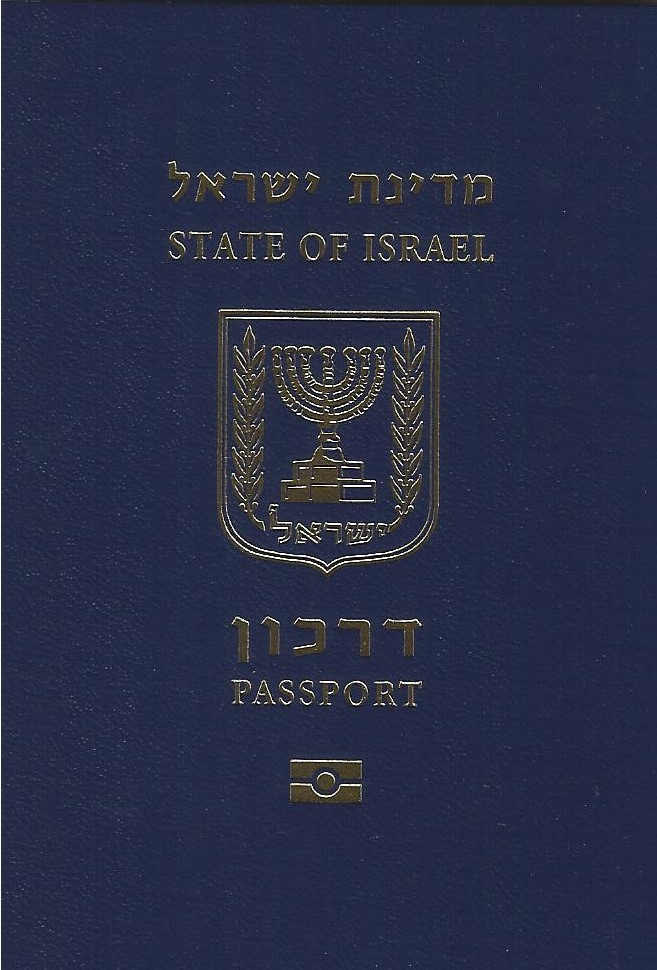
Couverture d'un passeport israélien
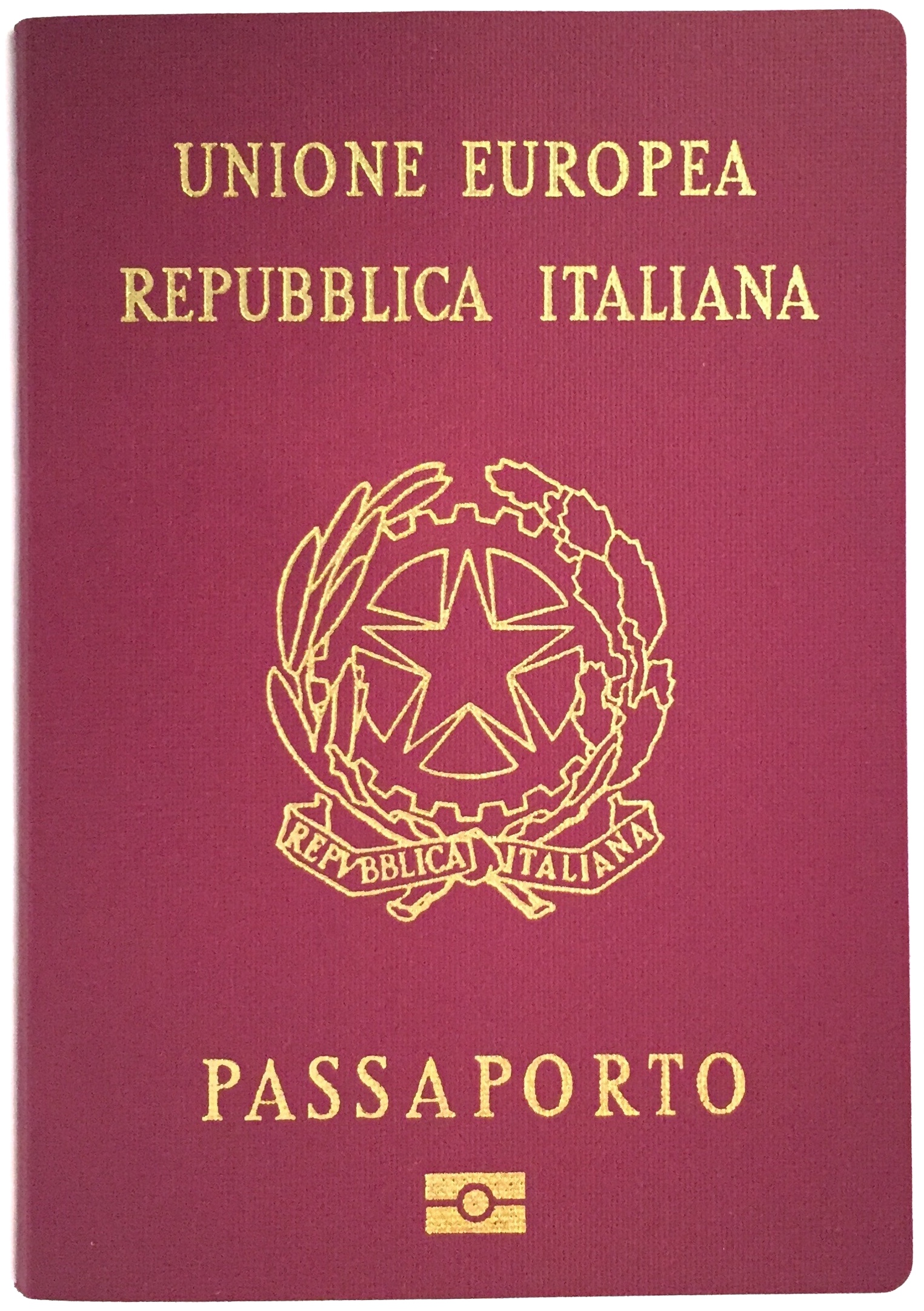
Couverture d'un passeport italien
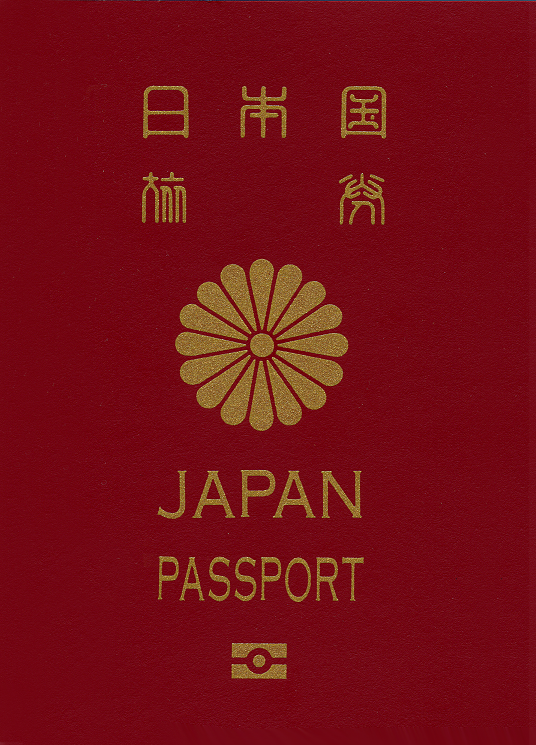
Couverture d'un passeport japonais
Couverture d'un passeport kazakh
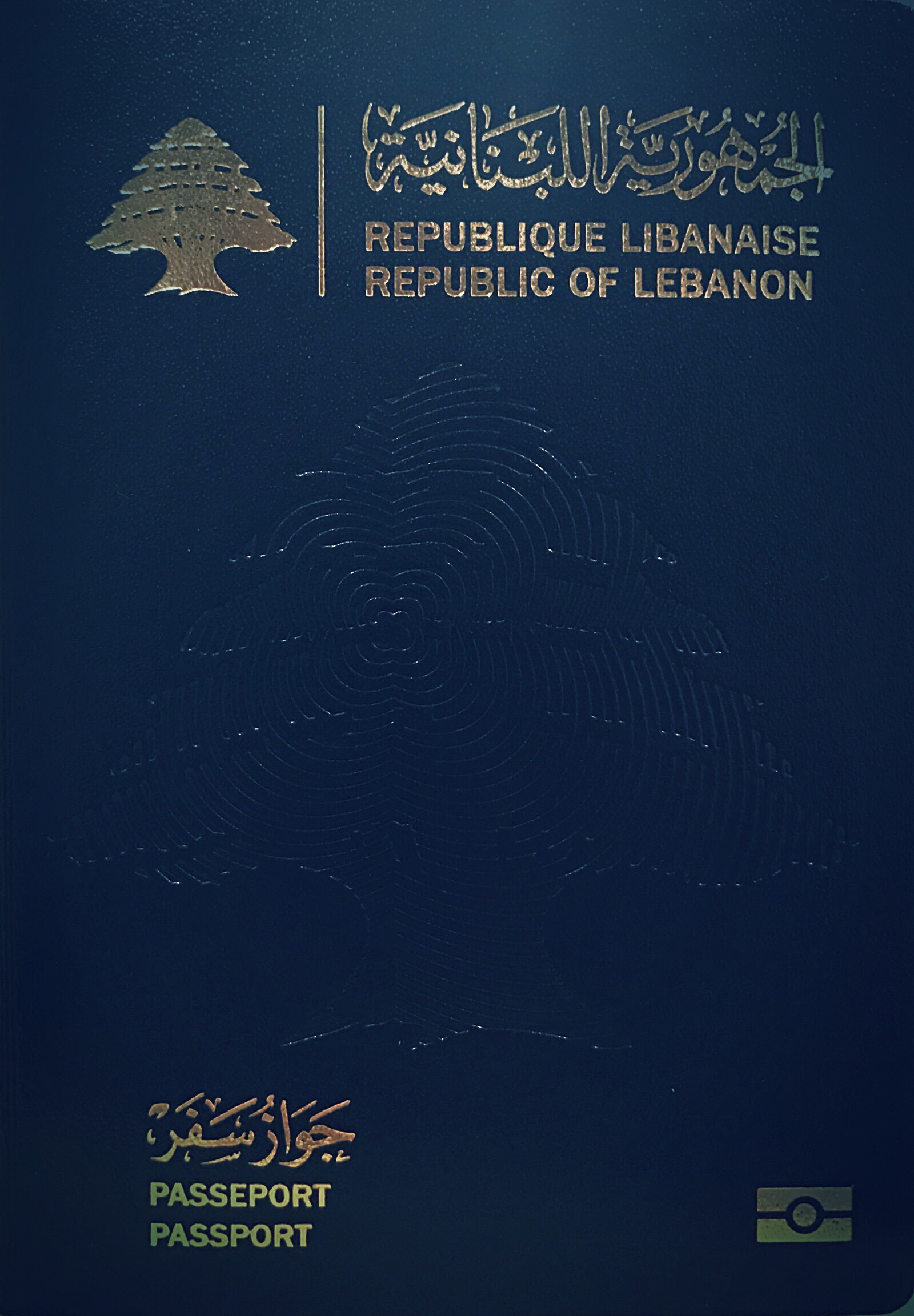
Couverture d'un passeport libanais
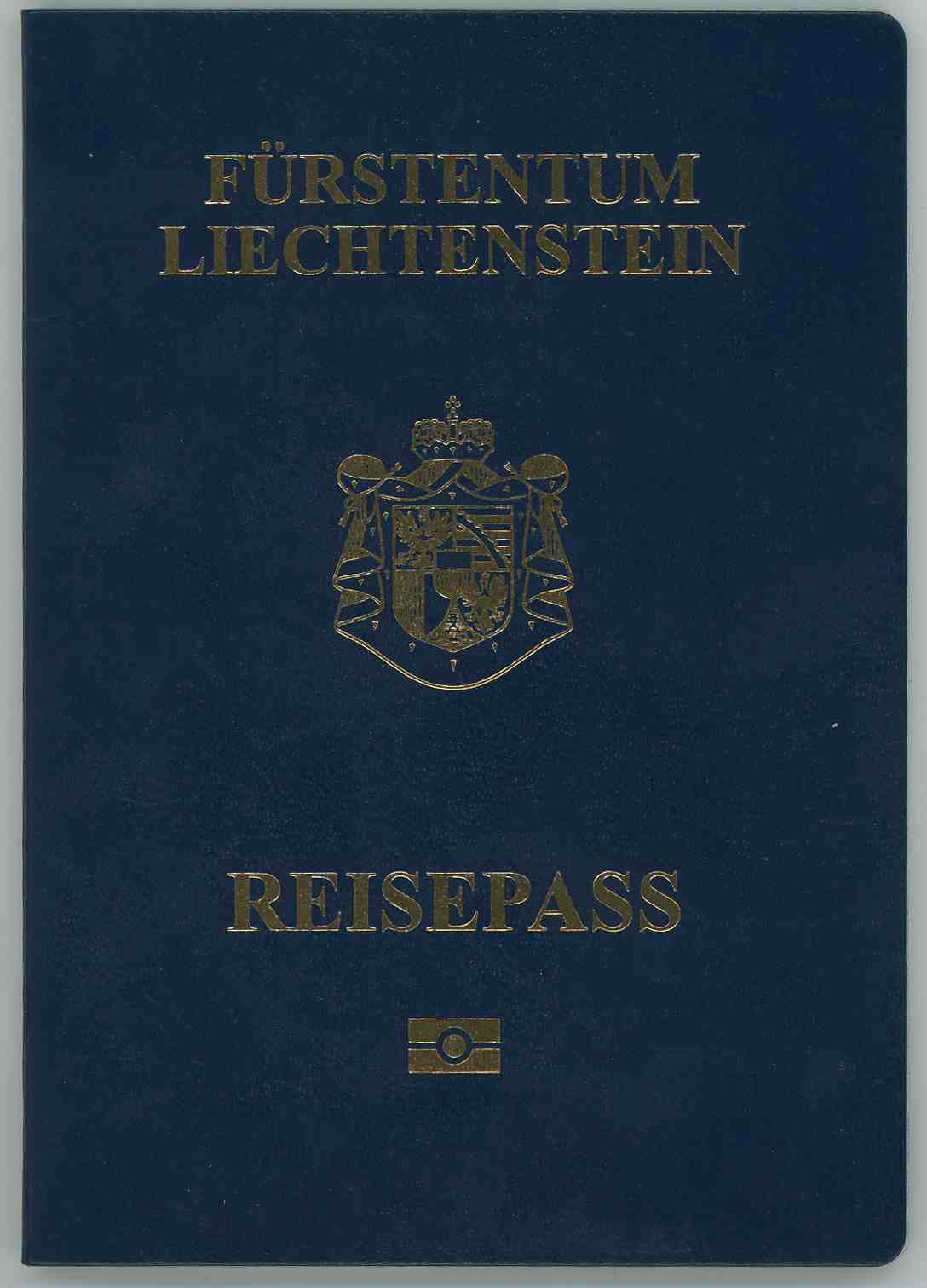
Couverture d'un passeport liechtensteinois
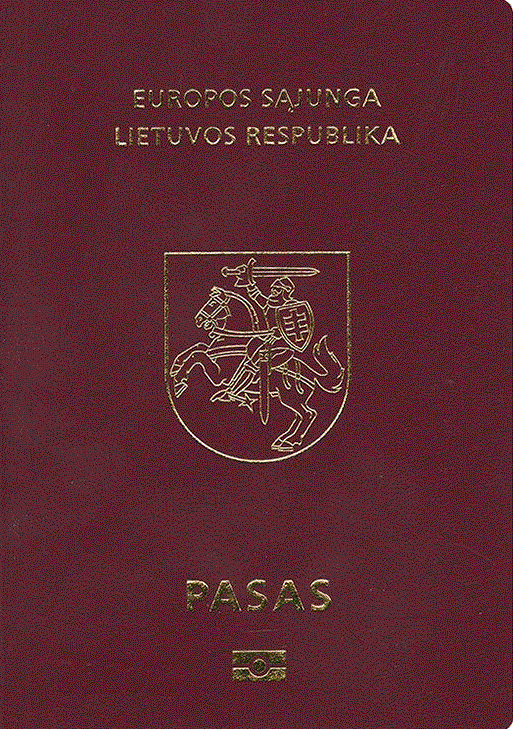
Couverture d'un passeport lituanien
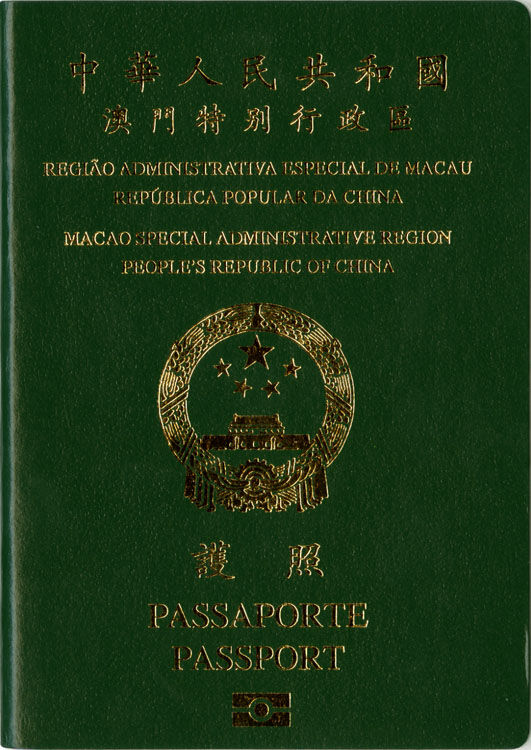
Couverture d'un passeport macanais
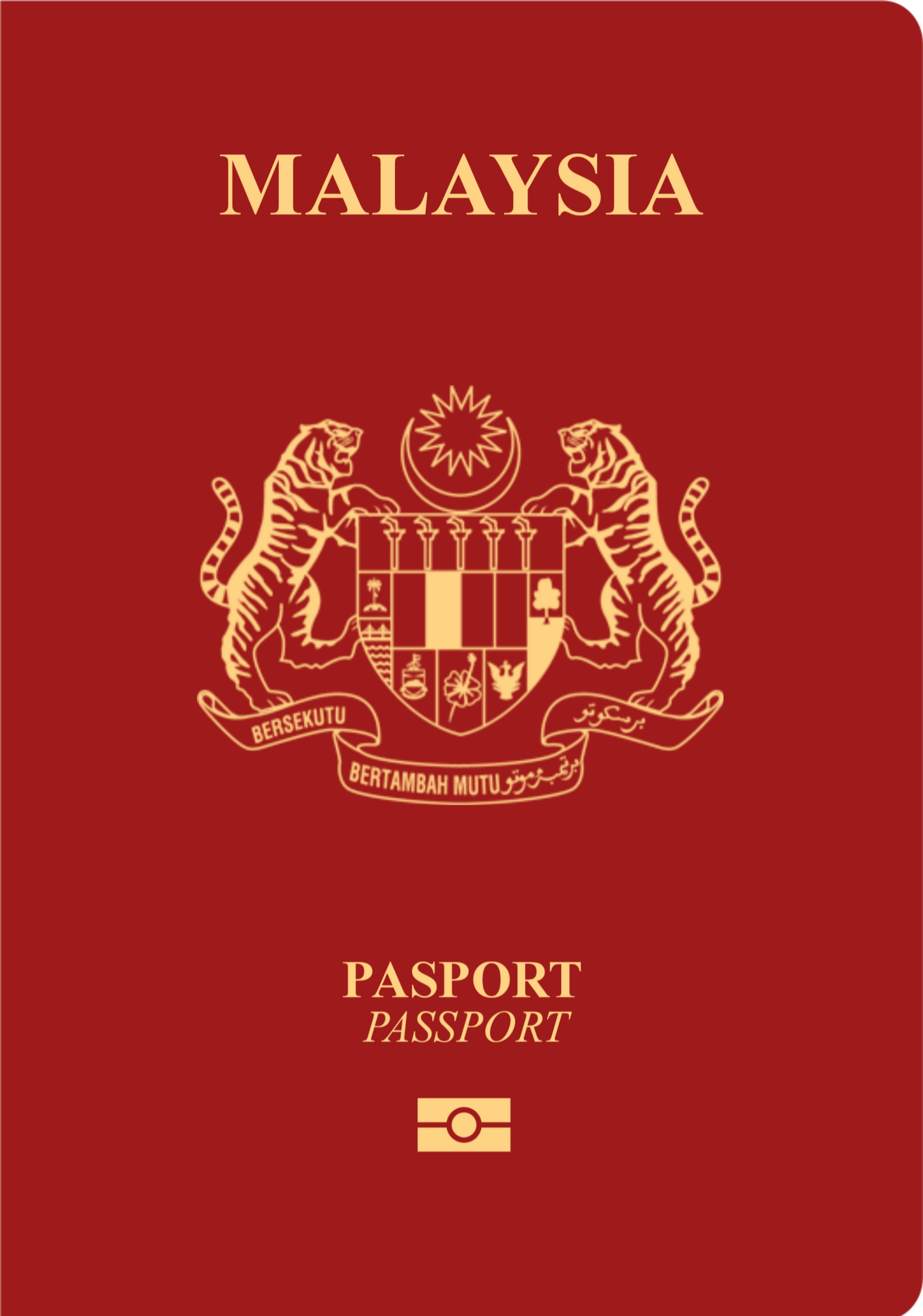
Couverture d'un passeport malaisien
Couverture d'un passeport malgache
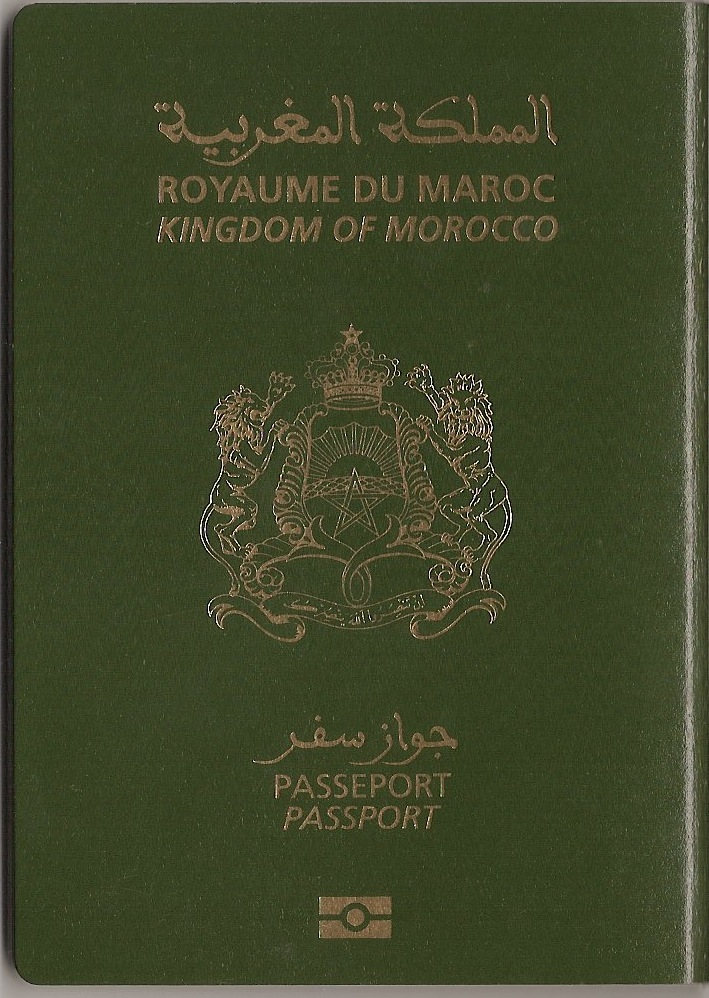
Couverture d'un passeport marocain
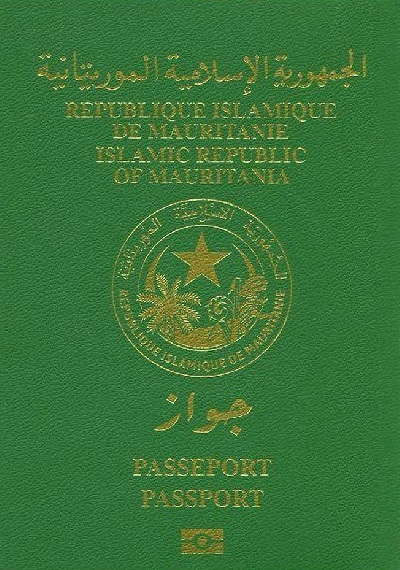
Couverture d'un passeport mauritanien
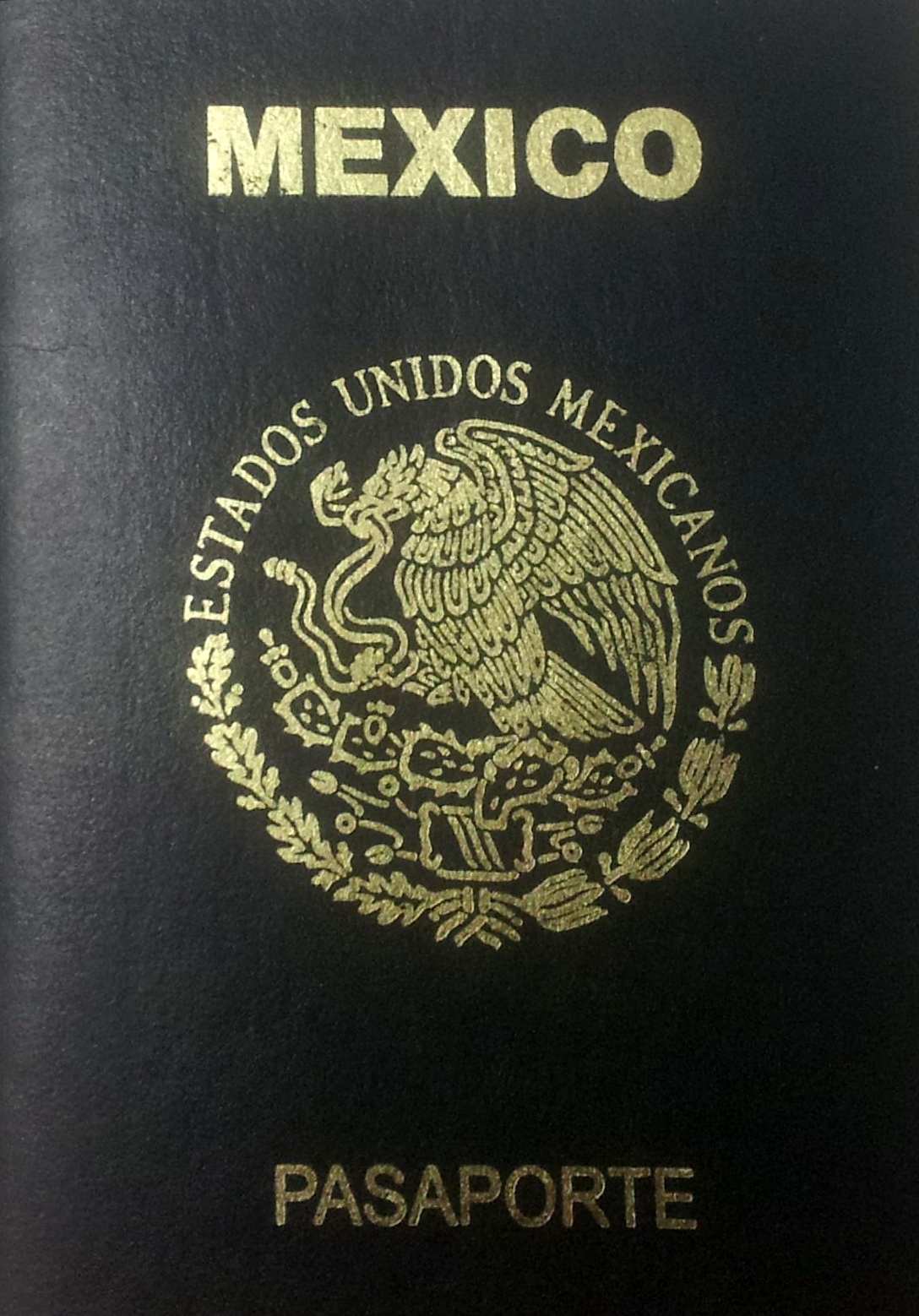
Couverture d'un passeport mexicain
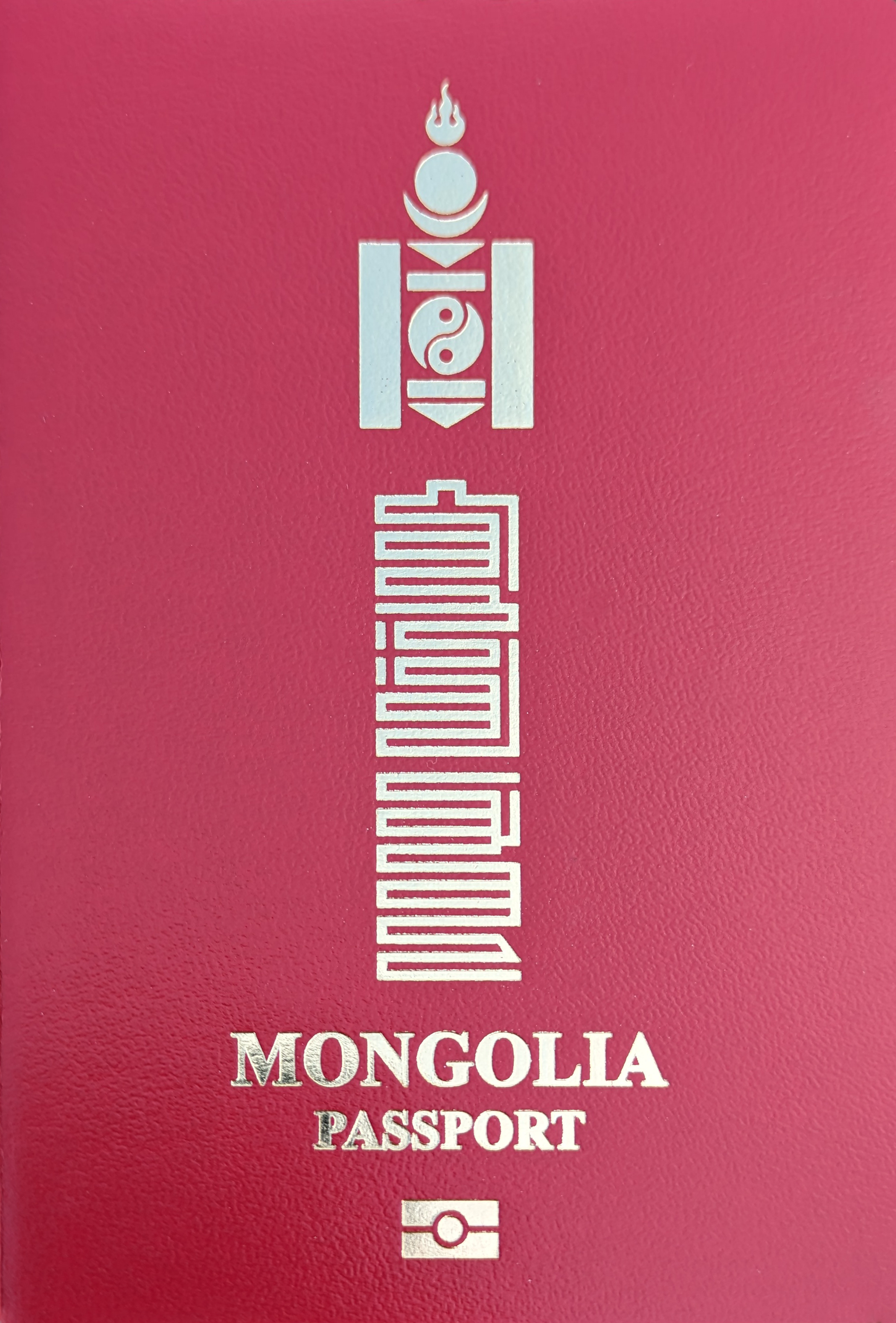
couverture d'un passeport mongol
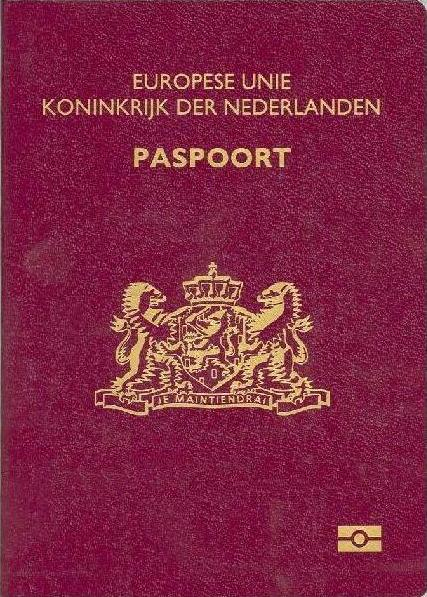
Couverture d'un passeport néerlandais
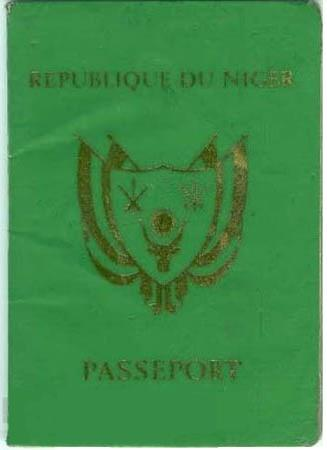
Couverture d'un passeport nigérien
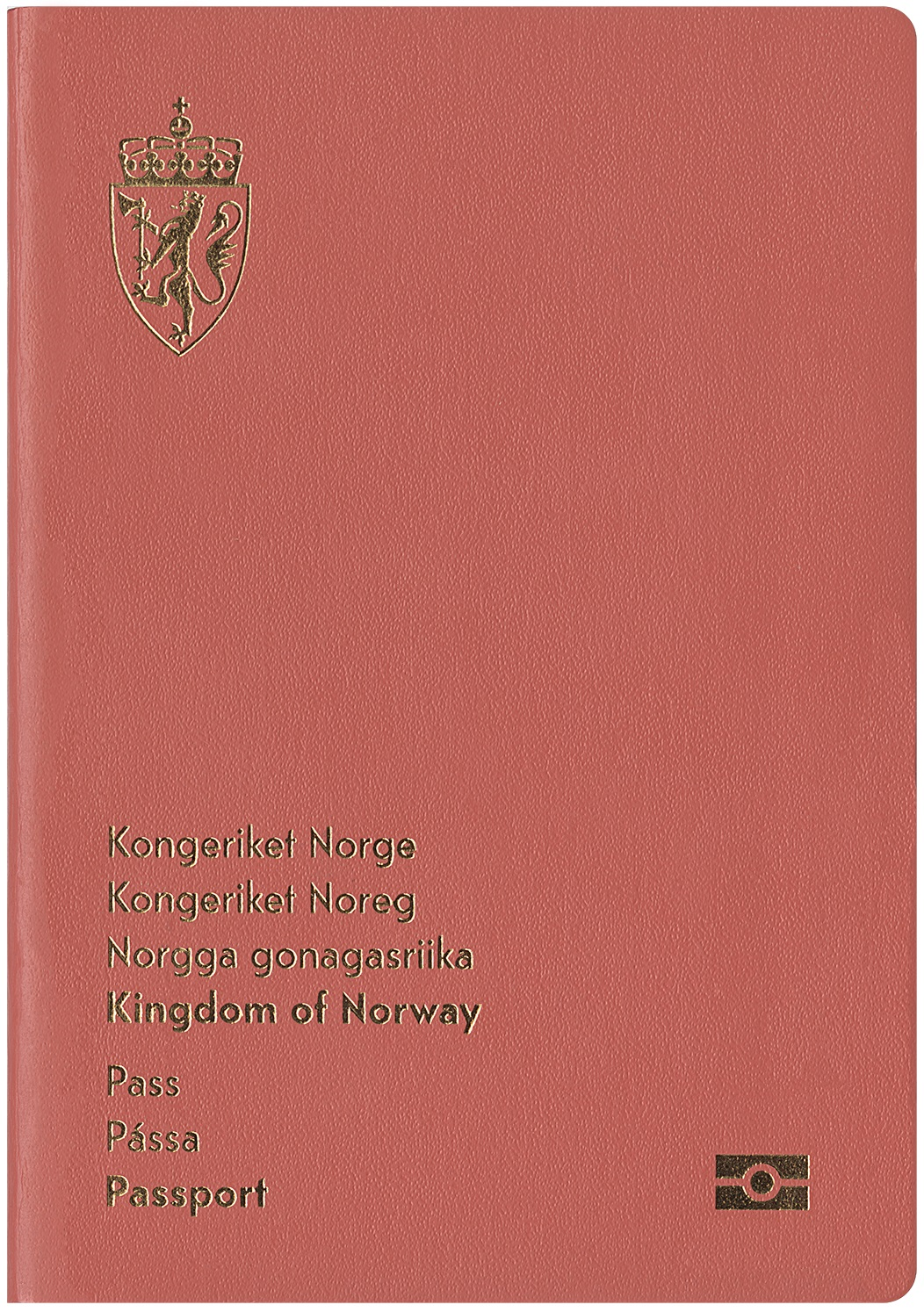
Couverture d'un passeport norvégien
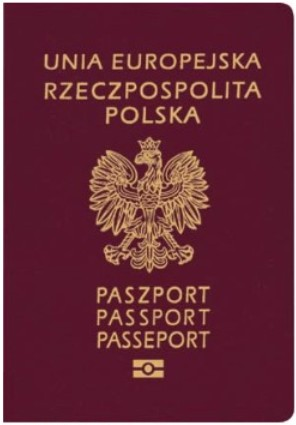
Couverture d'un passeport polonais
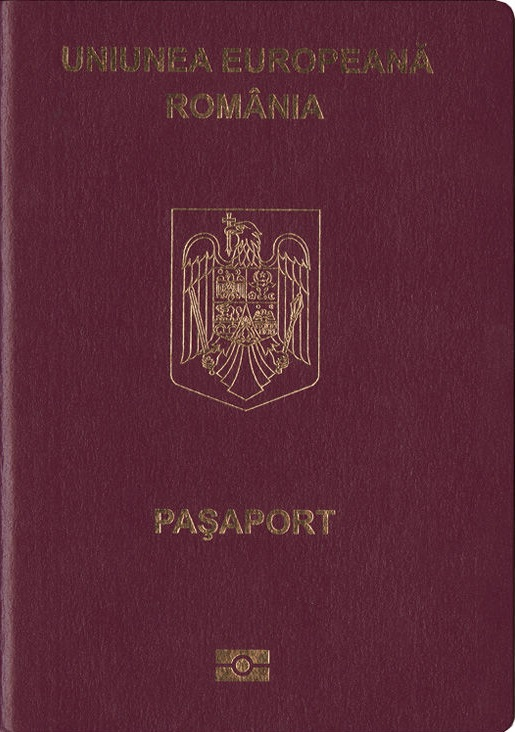
Couverture d'un passeport roumain
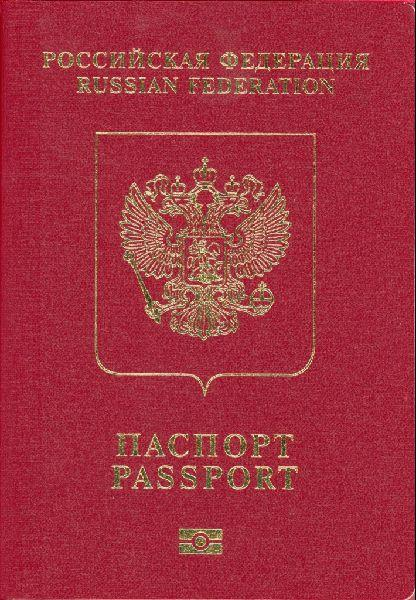
Couverture d'un passeport russe
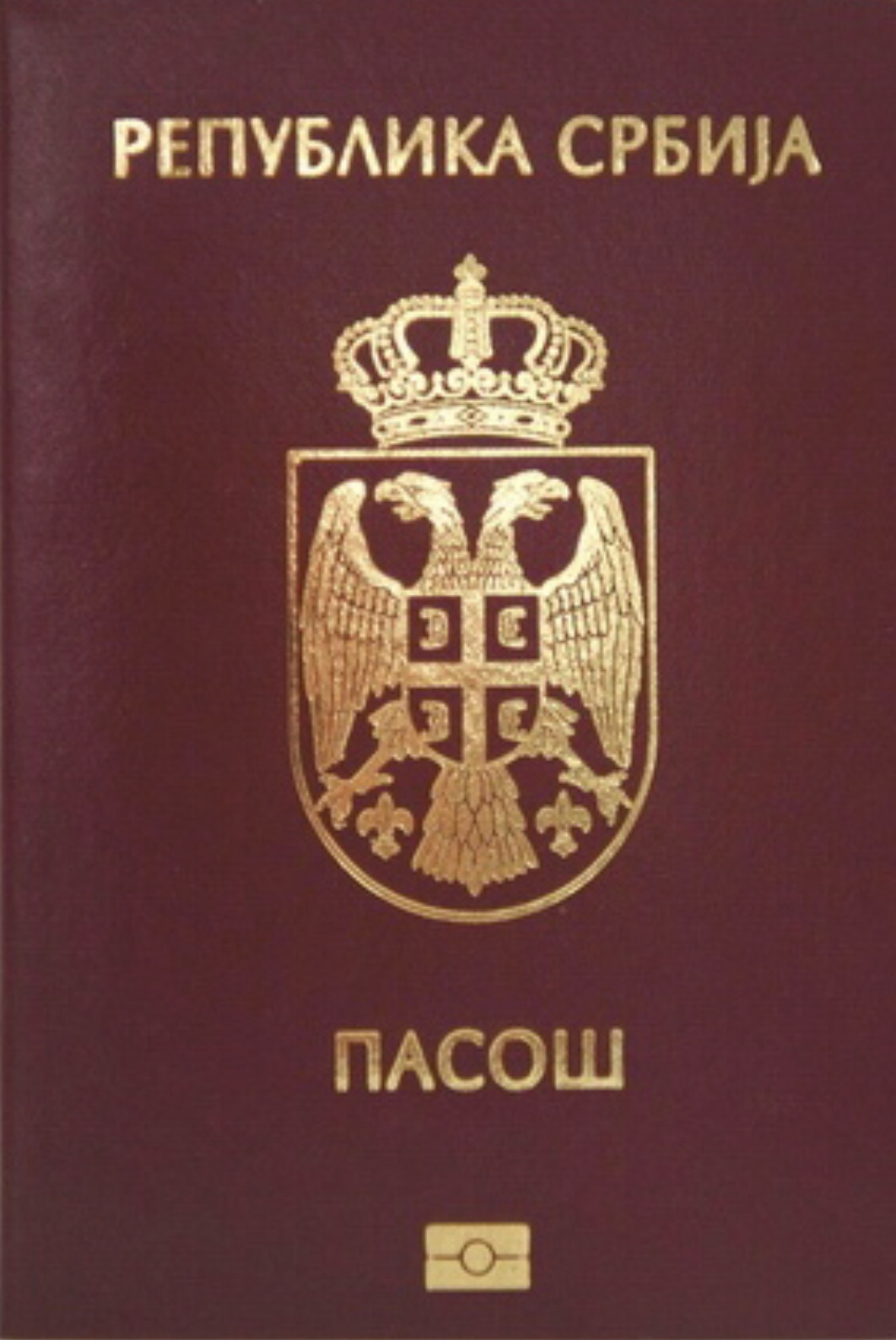
Couverture d'un passeport serbe
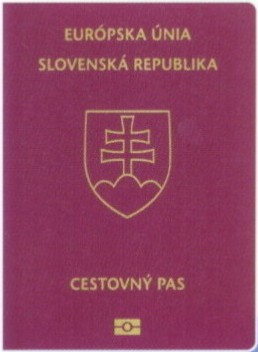
Couverture d'un passeport slovaque
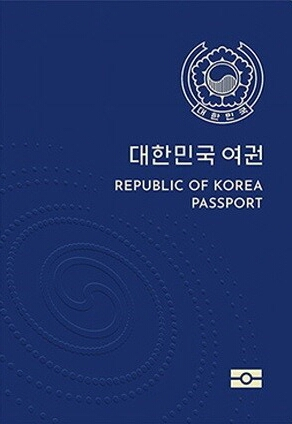
Couverture d'un passeport sud-coréen
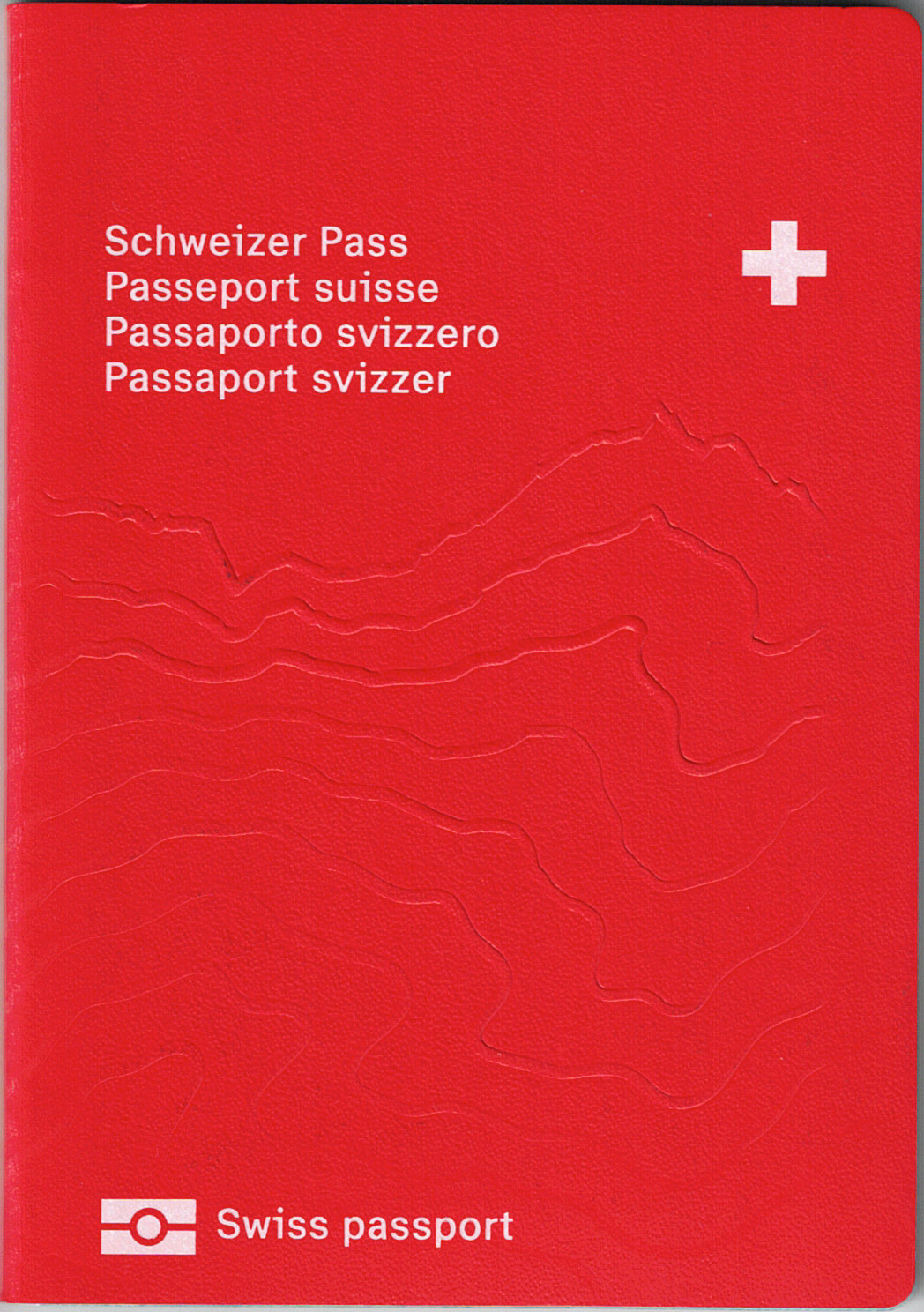
Couverture d'un passeport suisse
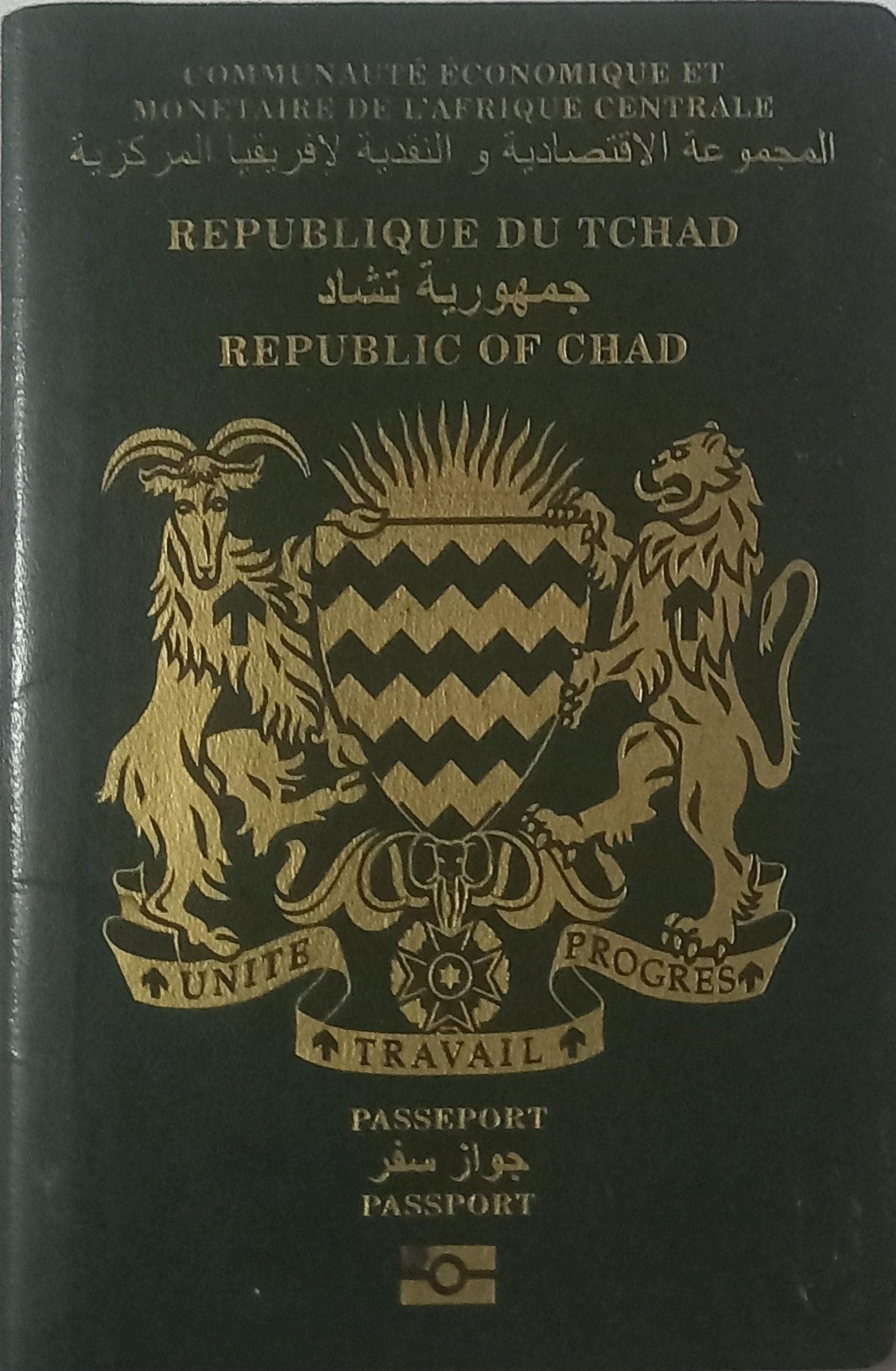
Couverture d'un passeport tchadien
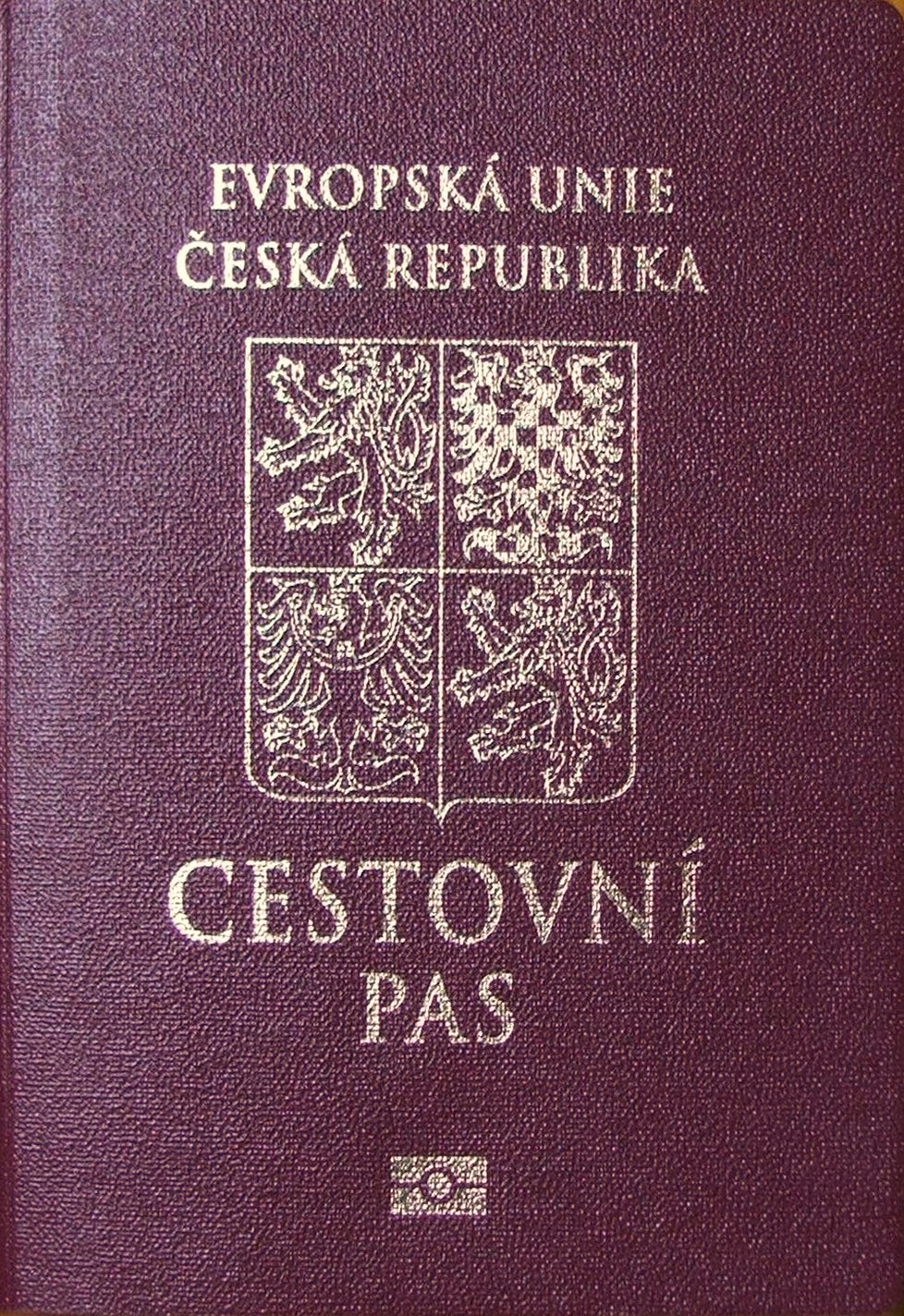
Couverture d'un passeport tchèque
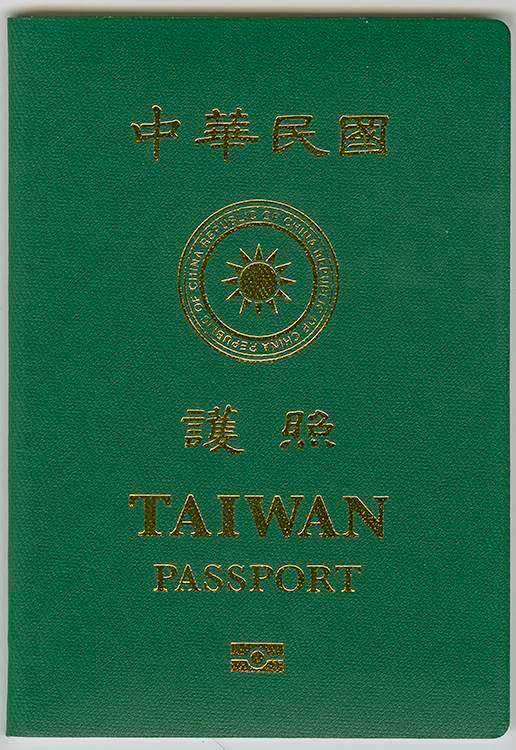
Couverture d'un passeport taïwanais
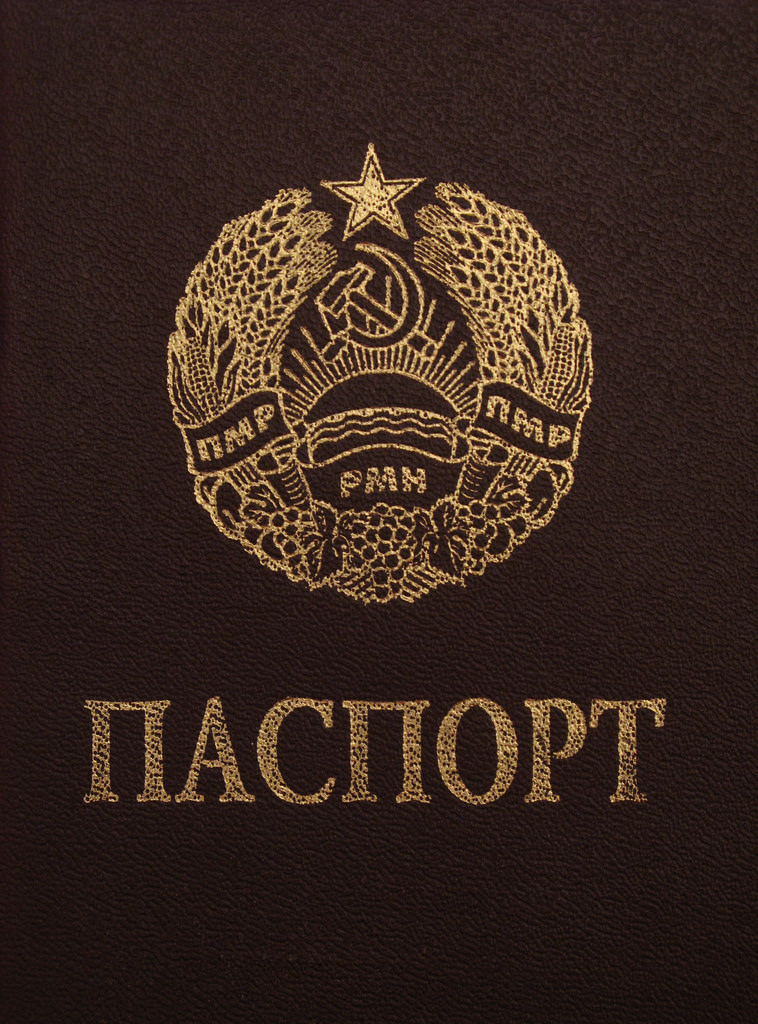
Couverture d'un passeport transnistrien
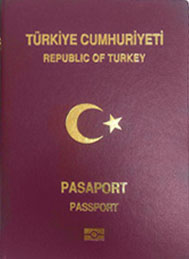
Couverture d'un passeport turc
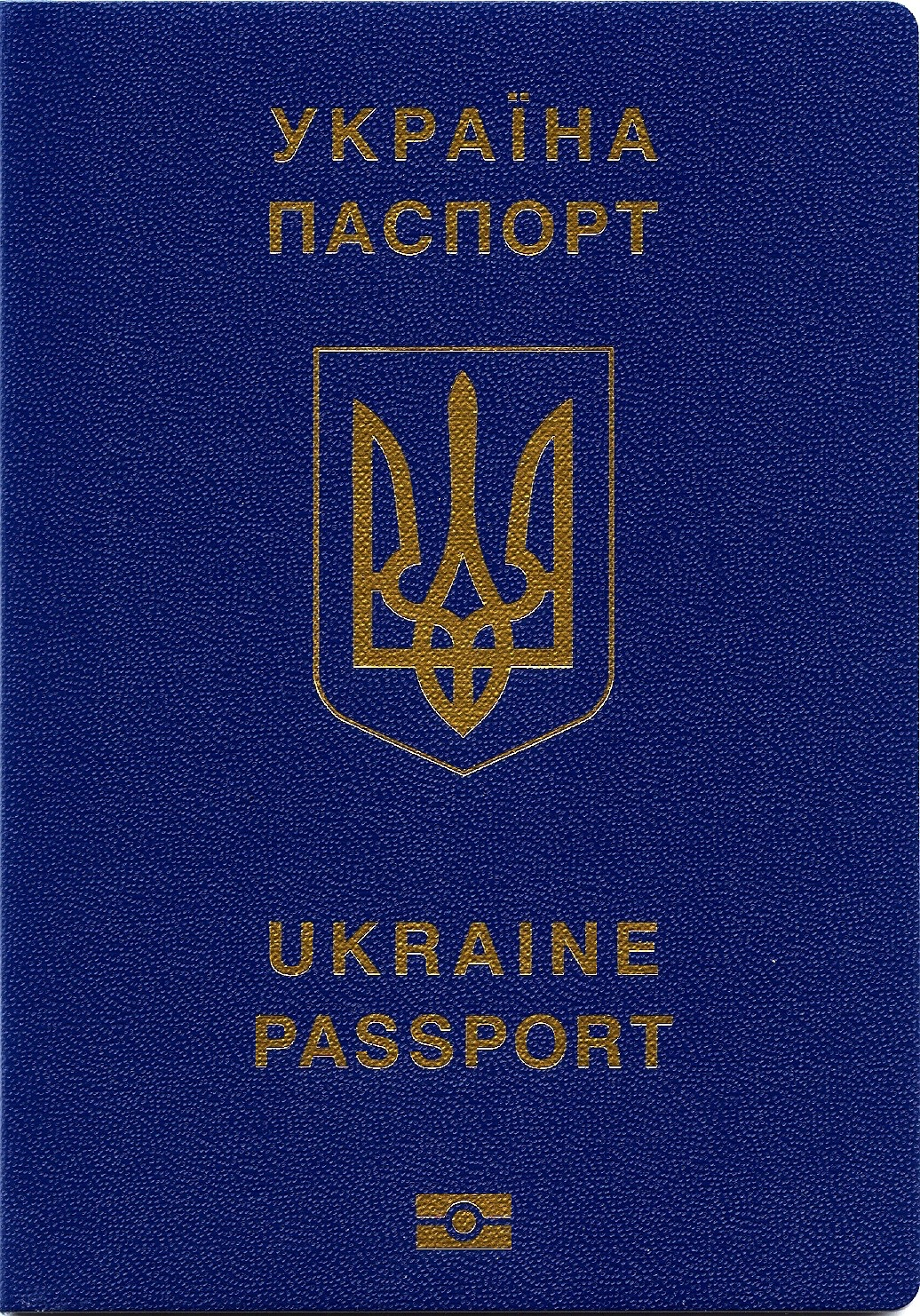
Couverture d'un passeport ukrainien